# Jardin baroque

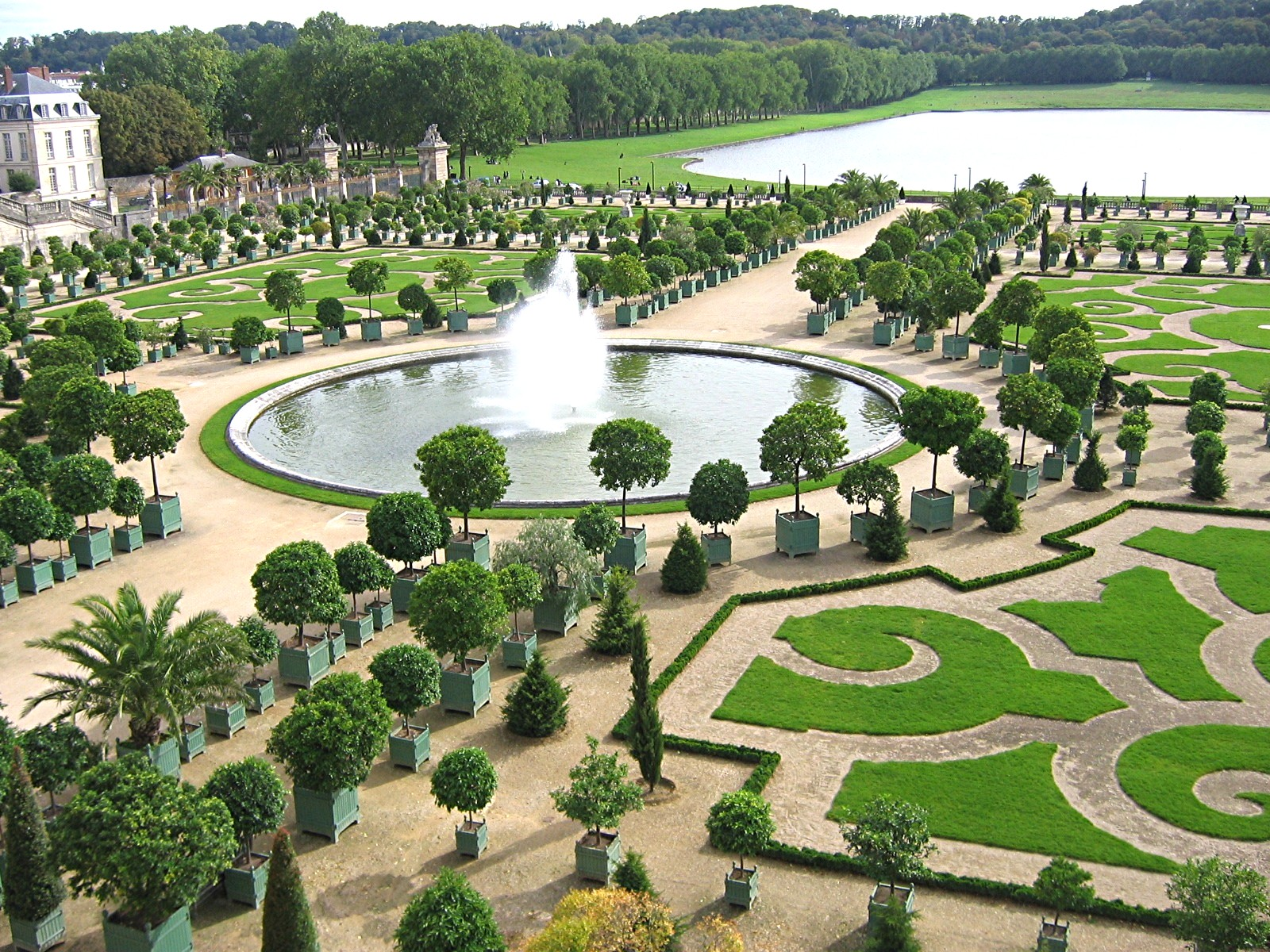
Terrace de l'orangerie du château de Versailles.

Le jardin baroque est un style de jardin basé sur la symétrie et le principe d’imposer de l’ordre à la nature. Le style nait à la fin du XVIe siècle en Italie, à l'époque du Baroque, dans les jardins du Vatican et de la Villa Borghèse à Rome et dans les jardins de la Villa d'Este à Tivoli, puis se répand en France, où il devient connu sous le nom de jardin à la française. Le plus bel exemple se trouve dans le jardin de Versailles, conçus au XVIIe siècle par l'architecte paysagiste André Le Nôtre pour Louis XIV. Au XVIIIe siècle , à l'imitation de Versailles, des jardins baroques très ornés sont construits dans d'autres régions d'Europe, notamment en Allemagne, en Autriche, en Espagne et à Saint-Pétersbourg, en Russie. Au milieu du siècle, le style fait place au jardin à l'anglaise, moins géométrique et plus naturel.

## Caractéristiques

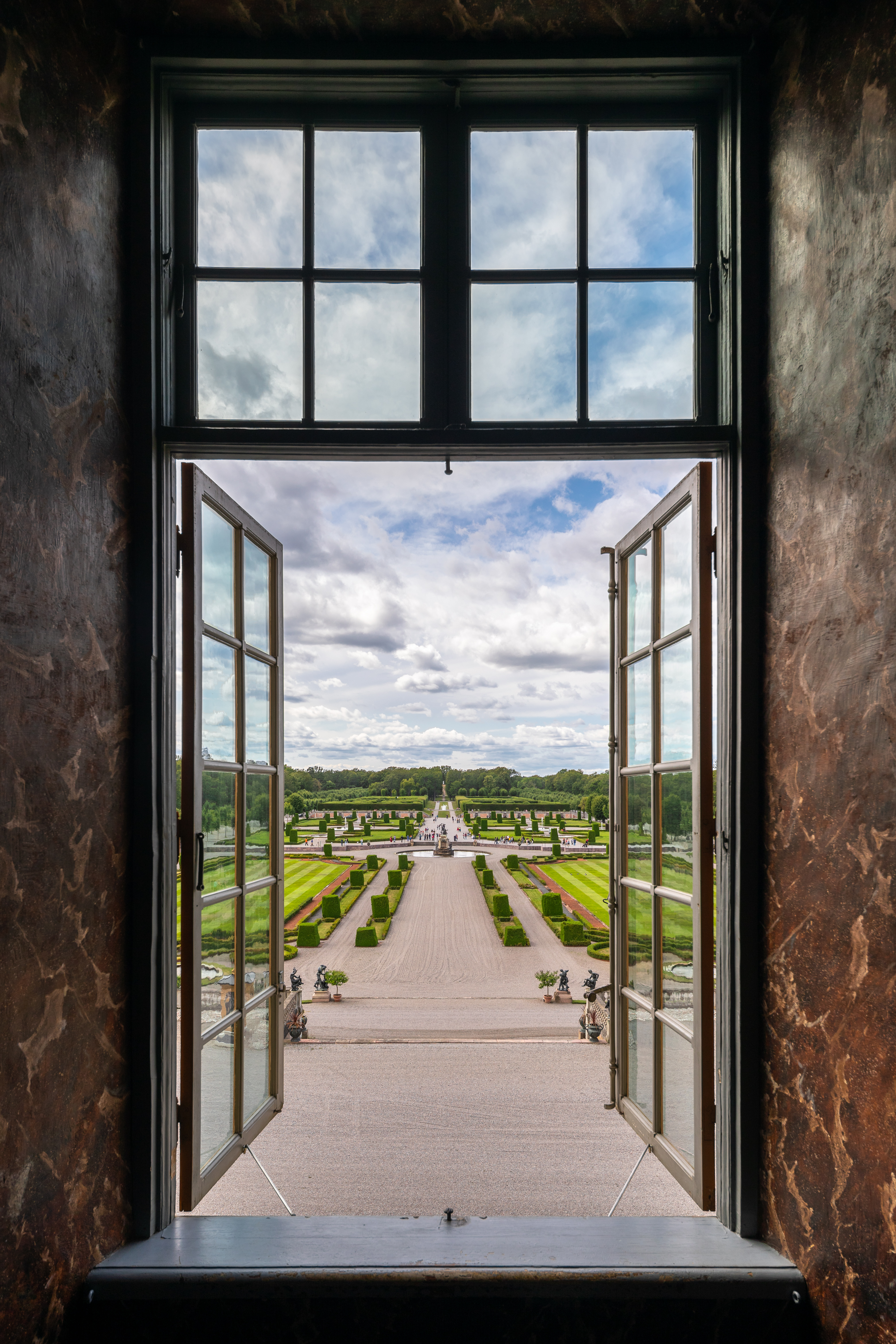
Jardin baroque du château de Drottningholm en Suède.

Les jardins baroques sont destinés à illustrer la maîtrise de l’homme sur la nature. Ils sont souvent conçus pour être vus d'en haut et de loin, généralement depuis les salons ou les terrasses d'un château. Ils sont disposés comme les pièces d'une maison, selon des motifs géométriques, divisés par des allées ou des sentiers en gravier, les points de rencontre des chemins étant souvent marqués par des fontaines ou des statues. Les parterres de fleurs sont conçus comme des tapisseries, avec des bandes d'arbustes et de fleurs formant les motifs. Les buissons et les arbres plus grands sont sculptés en formes de cônes ou de dôme ; les arbres sont regroupés en bosquets ou en grappes ordonnées. L'eau est généralement présente sous la forme de longs bassins rectangulaires, alignés avec les terrasses de la maison, ou de bassins circulaires dotés de fontaines. Les jardins comprennent généralement un petit pavillon, où les visiteurs peuvent s'abriter du soleil ou de la pluie.
Au fil du temps, le style a évolué et est devenu plus naturel. Des grottes et des « jardins secrets » entourés d'arbres sont apparus pour illustrer les idéaux littéraires d'Arcadie et d'autres histoires populaires de l'époque, généralement placés dans les coins extérieurs du jardin, pour offrir des endroits propices à une lecture ou une conversation tranquille.

## Origines en Italie
Les idées qui ont inspiré le jardin baroque, comme celles de l’architecture baroque, sont apparues pour la première fois en Italie à la fin de la Renaissance. À la fin du XVe siècle, l'architecte, artiste et écrivain Leon Battista Alberti suggère que la maison et le jardin soient tous deux des sanctuaires contre la confusion du monde extérieur et qu'ils soient tous deux conçus avec des formes architecturales, des pièces géométriques et des couloirs. Dans une histoire allégorique très populaire, Hypnerotomachia Poliphili (1499), l'un des premiers romans imprimés, le prêtre et auteur dominicain Francesco Colonna décrit un jardin composé de parterres de fleurs ornementales soigneusement conçus et de rangées d'arbres aux formes géométriques.
La cour du Belvédère au Vatican à Rome est l'un des premiers jardins en Europe à adopter ces principes géométriques et est un modèle pour de nombreux jardins baroques ultérieurs. Conçu par Bramante, il est commencé en 1506, construit pour le pape Jules II, reliant sa résidence située sur une colline voisine au Vatican. Le jardin mesure trois cents mètres de long, est rempli de parterres de fleurs ordonnés et de jardins géométriquement divisés par des allées et des haies, avec des fontaines aux intersections des allées. Il est achevé en 1565 par Pirro Ligorio. Le jardin original est radicalement modifié par l'ajout ultérieur de la bibliothèque apostolique vaticane.
Pirro Ligorio est chargé la même année de concevoir un jardin encore plus ambitieux pour la Villa d'Este, pour le cardinal Hippolyte d'Este (1509-1572). Ce jardin est conçu sur une colline escarpée, visible depuis la villa située au-dessus. Il est composé de cinq terrasses, richement plantées de formes géométriques et reliées par des rampes et des escaliers. Comme beaucoup de jardins baroques, il est préférable de le voir d’en haut et de loin pour en obtenir le plein effet.
Cette forme architecturale de jardin continue à dominer en Italie jusqu'à la construction des jardins de la villa Borghèse à Rome par le cardinal Scipione Caffarelli-Borghese en 1605. Dans ce très grand jardin, aux allées régulières et géométriques, parterres de fleurs et bosquets d'arbres alignés sont rejoints par d'autres parties du jardin aux formes asymétriques, et par de nombreux « jardins secrets », petits sanctuaires d'arbres et de fleurs plantés de fleurs et d'arbres fruitiers ; il est entouré de rangées de chênes, de lauriers et de cyprès, et peuplé d'oiseaux et d'animaux. Ce jardin marque le début de la transition vers le jardin paysager plus naturel, basé sur la vision romantique d'une Arcadie imaginaire.
Tous ces jardins subissent d'importants remaniements au XVIIIe siècle, les transformant en jardins paysagers d'aspect plus naturel. Hormis quelques allées et parterres de fleurs préservés, il est désormais difficile de les imaginer dans leur état d'origine.

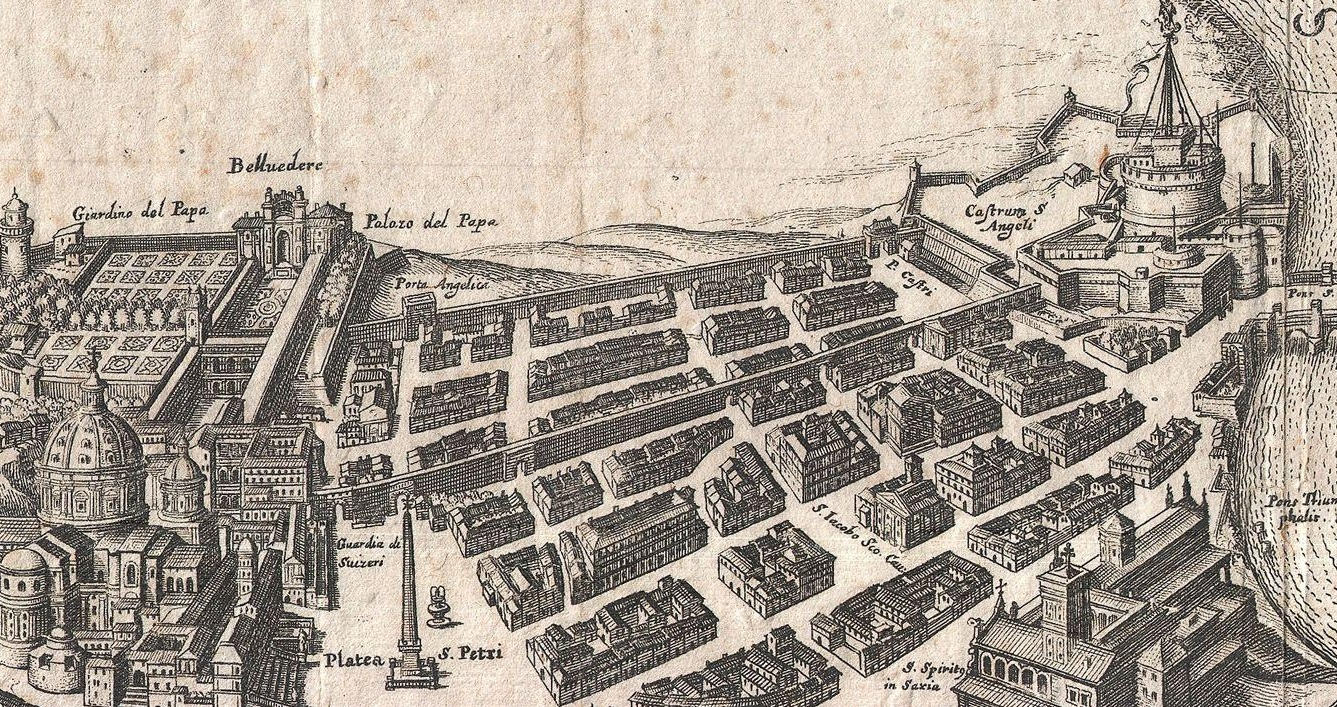
Jardins de la cour du Belvédères, visibles à gauche sur cette gravure de 1652 du Vatican
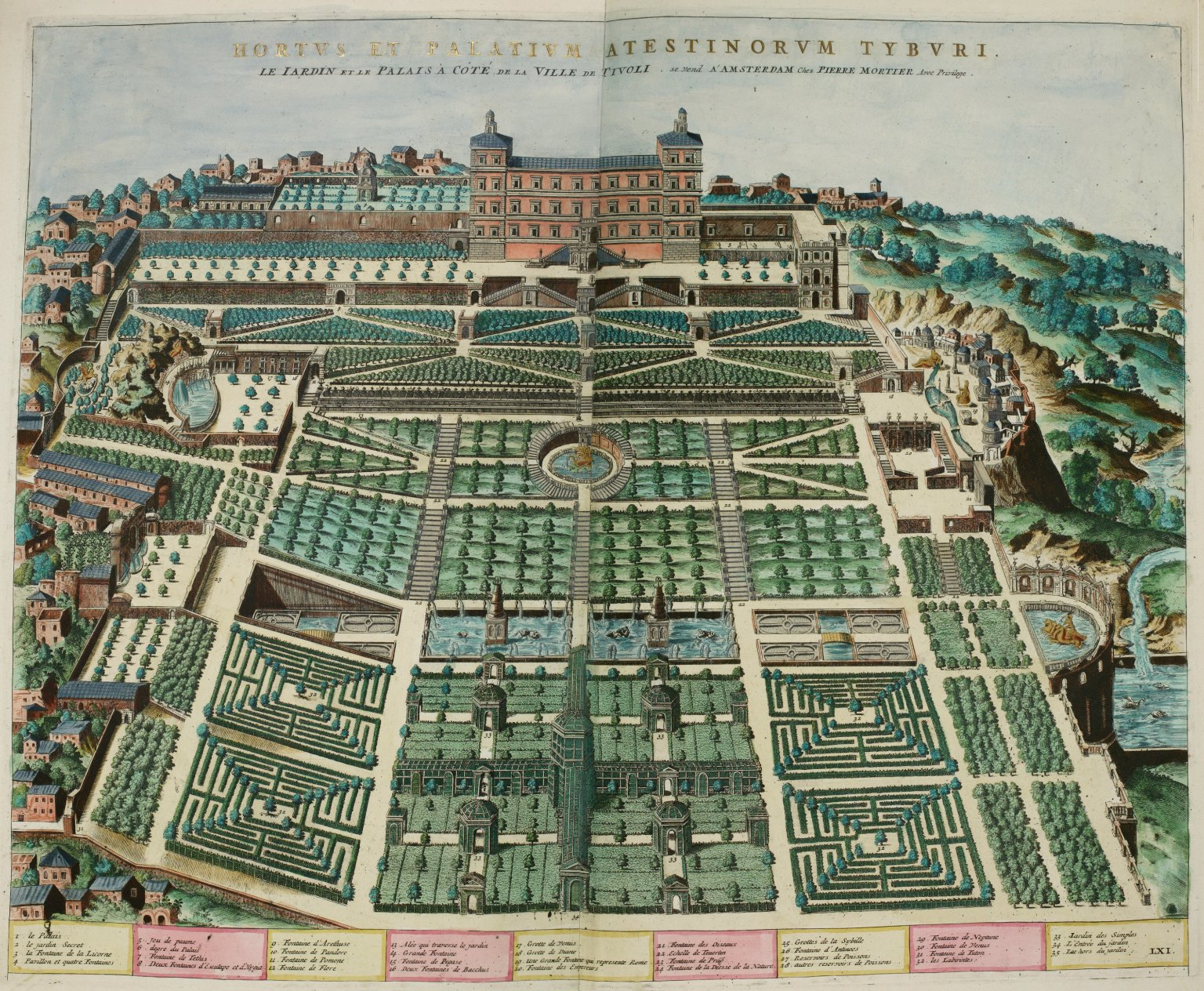
Jardins de la villa d'Este, gravure d'Étienne Dupérac (1573)
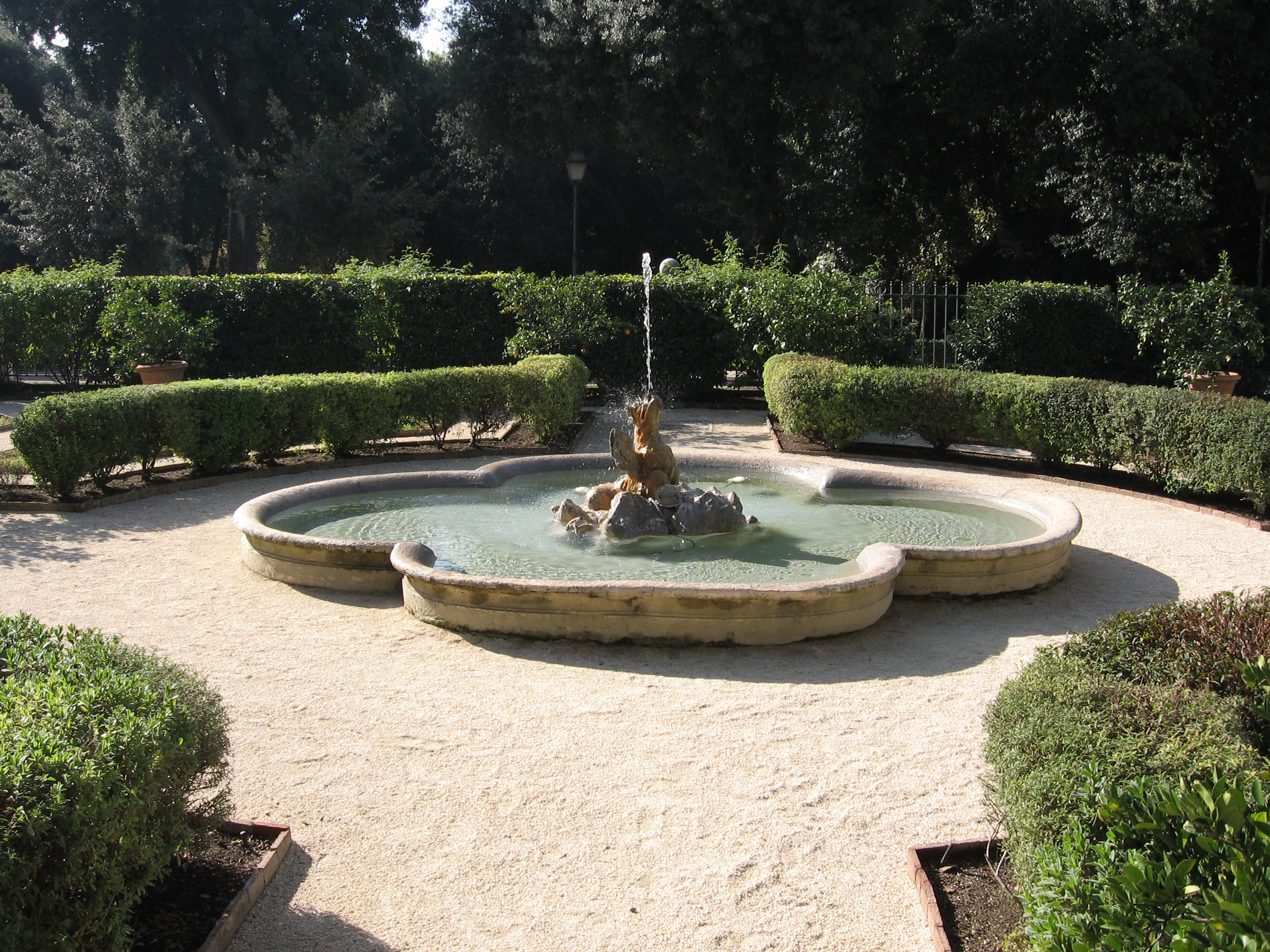
Vestige du jardin baroque d'origine de la villa Borghèse

## Jardin à la française
À la fin du XVe siècle, Charles VIII invite des architectes et paysagistes italiens en France pour créer un jardin à l'italienne pour son château d'Amboise. Au XVIe siècle, le jardin baroque se développe en France avec Henri IV et son épouse florentine, Marie de Médicis. Leur premier grand projet dans ce style est le jardin du château de Saint-Germain-en-Laye, près de Paris. Le nouveau jardin, sur la falaise au-dessus de la Seine, présente un vaste belvédère avec des rampes et des escaliers, parsemé d'un assortiment de pavillons, de grottes et de théâtres. Après la mort du roi, sa veuve fait construire son propre palais et son jardin, aujourd'hui appelé palais du Luxembourg. Elle plante des bosquets d'arbres adultes et aménage des parterres, des allées et des fontaines sur le modèle des jardins de sa Florence natale.
Le jardin baroque à la française atteint son apogée sous Louis XIV, grâce à son paysagiste, André Le Nôtre. Le premier projet d'envergure de Le Nôtre est le jardin du château de Vaux-le-Vicomte, le château du ministre des Finances du roi, Nicolas Fouquet, construit entre 1656 et 1661. L'élément central de ce jardin est son axe principal descendant du château, composé d'une série de terrasses ornées de parterres de haies basses aux motifs ornementaux. De grands bassins avec jeux d'eau sont placés le long de cet axe central ; le jardin est aménagé entre des rangées d'arbres taillés, à gauche et à droite, pour diriger le regard sur la longue perspective jusqu'à la dernière fontaine et grotte en contrebas. Le jardin est censé être vu du château, qui le surplombe comme la loge d'un théâtre.
Le jeune Louis XIV fait emprisonner Fouquet pour son extravagance, mais admire beaucoup le jardin qu'il a créé. Il charge Le Nôtre de concevoir un jardin similaire, mais beaucoup plus grand, pour son propre projet au château de Versailles.
Le jardin baroque le plus célèbre est le jardin de Versailles créé par Le Nôtre entre 1662 et 1666. Il est construit autour du petit parc carré d'origine de quatre-vingt-treize hectares, avant que le château ne soit commencé pour Louis XII par Jacques Boyceau en 1638. En 1662, sur le modèle de Vaux-le-Vicomte, Le Nôtre agrandit le parc, le rendant dix fois plus grand, centré sur un grand canal qui s'étend jusqu'à l'horizon. Le nouveau parc est divisé en un réseau élaboré de parterres de fleurs, de sentiers et d'allées, décorés de fontaines et de sculptures. Un troisième agrandissement agrandit le parc de six mille cinq cents hectares supplémentaires, y compris des forêts de chasse et plusieurs villages voisins, entouré d'un mur de quarante-trois kilomètres de long avec vingt-deux portes.
Le Bassin d'Apollon est la pièce maîtresse du jardin, symbole de Louis XIV, le roi soleil lui-même, entouré d'un réseau d'allées, de bassins, de colonnades, de théâtres et de monuments. Le roi conçoit lui-même le parcours que les visiteurs doivent suivre, avec vingt-cinq scènes mythologiques, stations et panoramas différents. Le jardin devient un théâtre en plein air pour des spectacles, des promenades, des représentations théâtrales et des feux d'artifice. Son plus grand défaut est le manque d’eau pour toutes les fontaines ; seules quelques fontaines peuvent fonctionner en même temps ; elles ne sont activées que lorsque le roi s'approche d'elles.
Entre 1676 et 1686, Louis XIV construit une version plus petite des jardins de Versailles au château de Marly, situé dans une vallée plus tranquille, où il peut échapper à la foule de Versailles. Après sa mort en 1715, des parties du jardin de Versailles sont progressivement modifiées pour adopter le nouveau style de jardin à l'anglaise, avec des arbres non taillés et plantés dans des bosquets plus naturels, des sentiers sinueux et des répliques de temples grecs, avec même un village modèle pittoresque, le hameau de la Reine, l'amusement de Marie-Antoinette d'Autriche. Le jardin de Versailles accueille de nombreux visiteurs royaux, dont Pierre Ier le Grand de Russie ; nombre de ses caractéristiques sont imitées dans d'autres jardins de palais européens.

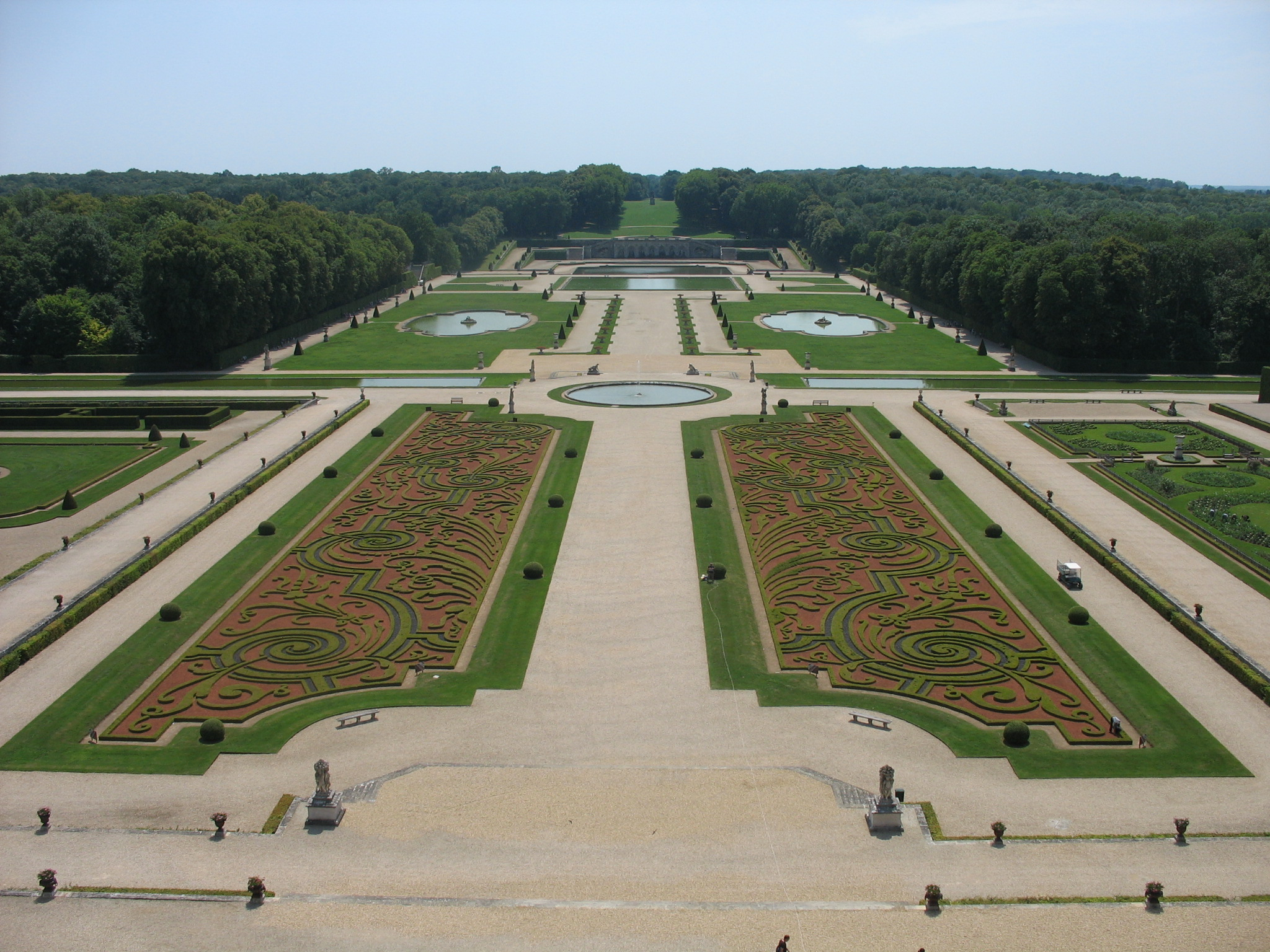
Jardin de Vaux-le-Vicomte vu du château (1656-1661)
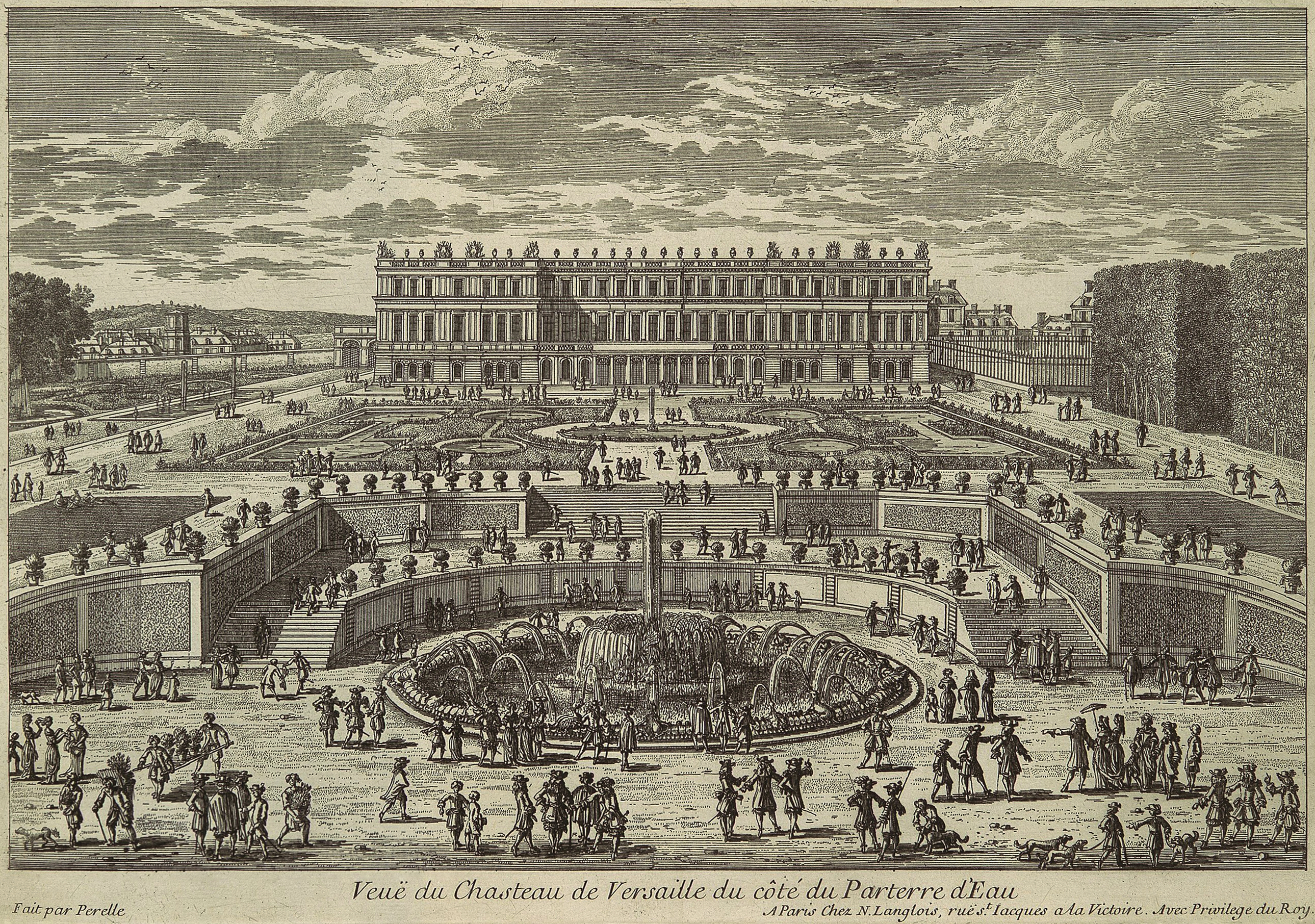
Vue de la façade du jardin du château de Versailles dans les années 1680
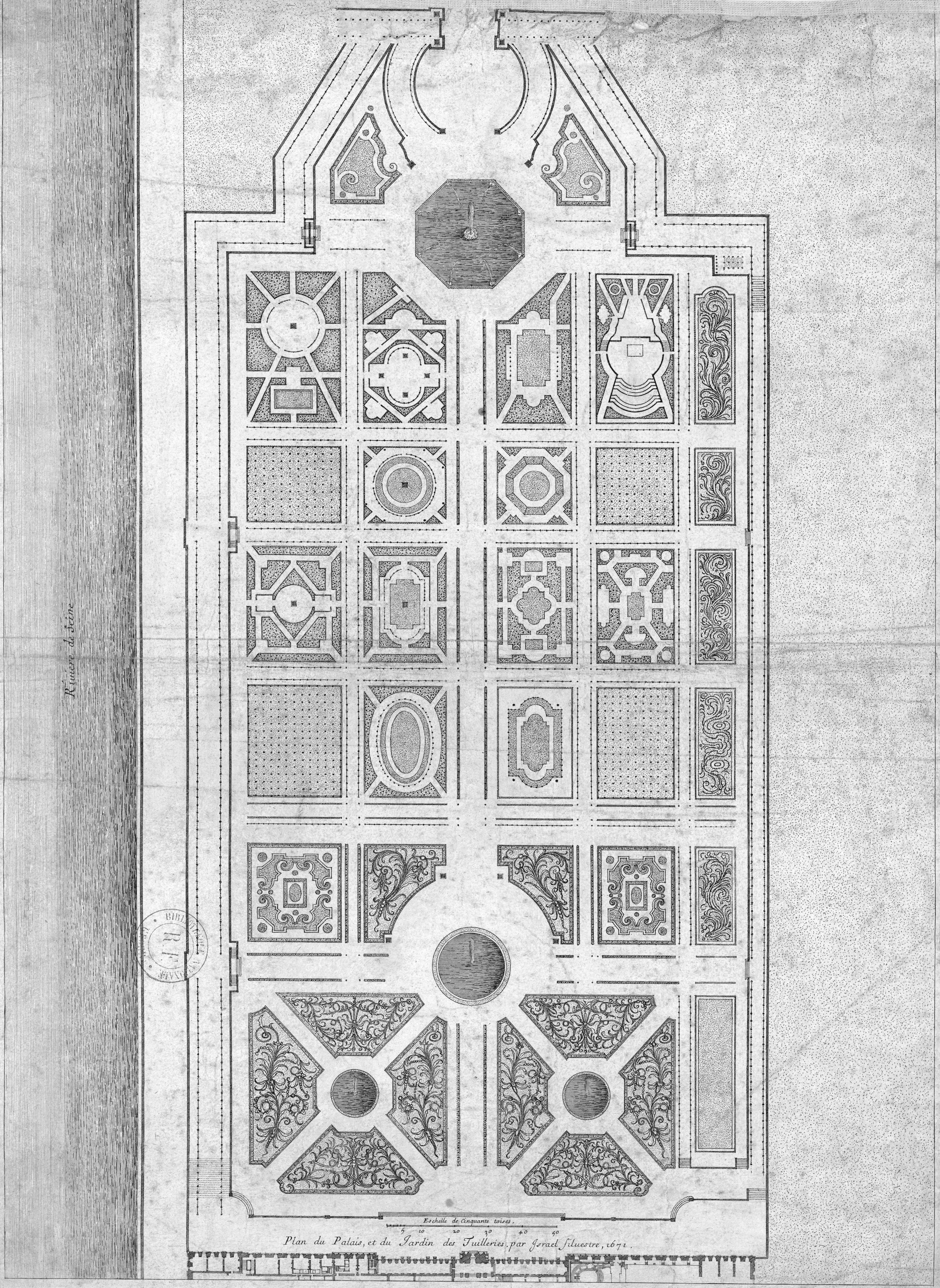
Plan du jardin des Tuileries (vers 1671)
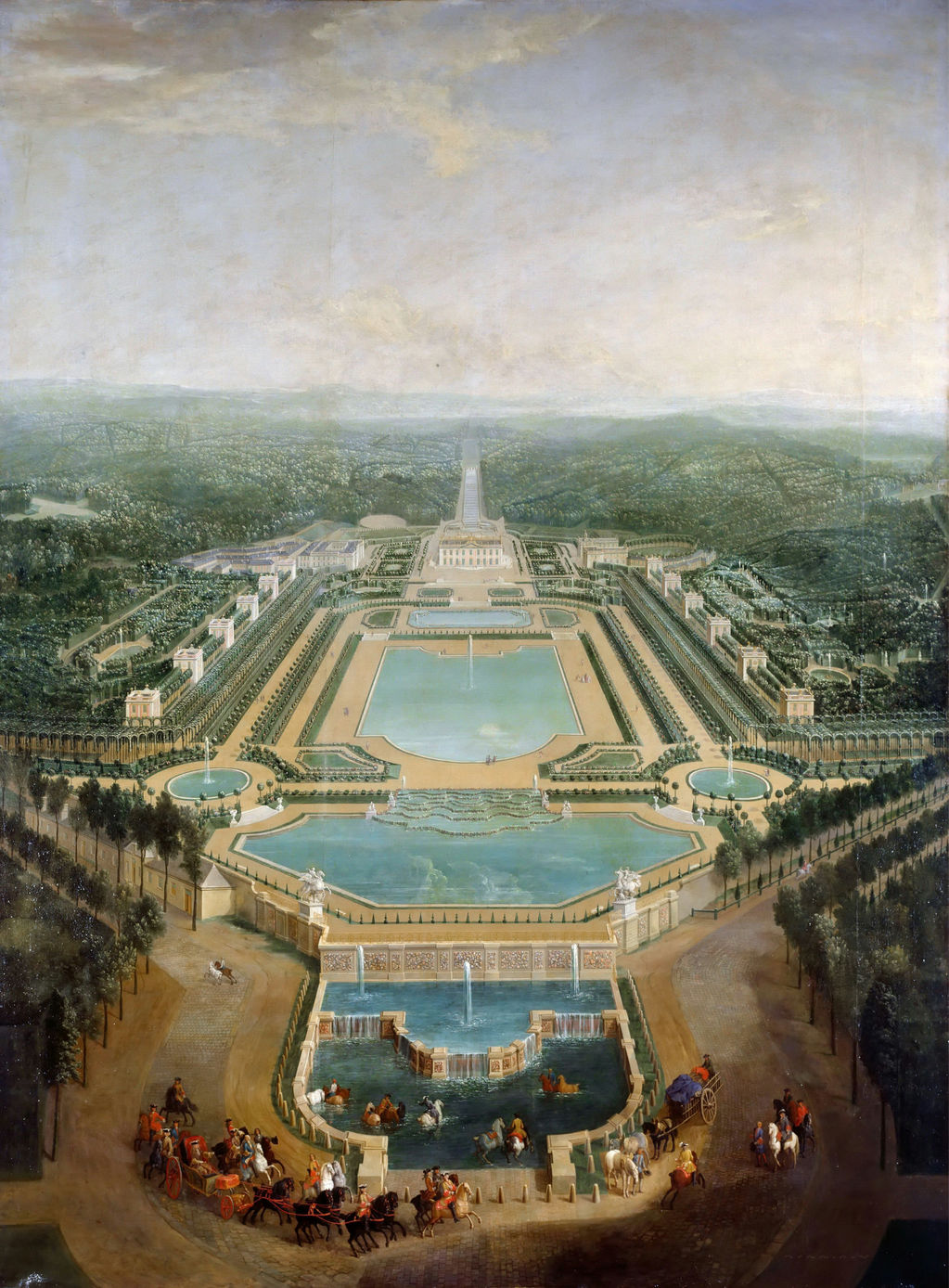
Jardins du Château de Marly (1724)

## Allemagne
Le style de jardin baroque est introduit pour la première fois en Allemagne en 1614 par Frédéric V du Palatinat, qui fait venir un architecte paysagiste français, Salomon de Caus, et commence à construire un jardin appelé Hortus Palatinus dans son château de Heidelberg. L'emplacement au sommet d'une colline, surplombant le Rhin, limite sa taille. Le terrain est difficile, mais Salomon  de Caus réussit à construire une série de parterres avec des cercles de verdure concentriques, une fontaine circulaire et un bosquet de lauriers, ingénieusement reliés par des escaliers et des rampes.
Le style apparaît bientôt dans les châteaux d'autres princes allemands, dont le palais de Herrenhausen à Hanovre, construit à la fin du XVIIe siècle. le concepteur des jardins royaux de Herrenhausen, Martin Charbonnier, un Français, inclut les éléments classiques de Versailles, dont un axe central aligné avec le château, un étang circulaire à l'extrémité de l'axe, des bouquets d'arbres et des « jardins secrets », de petits jardins clôturés près des arbres, des lieux de lecture ou de conversation tranquille, aux abords du jardin. Il emprunte également certaines caractéristiques des jardins hollandais, qu'il a visités au cours de ses recherches, notamment un canal entourant le jardin et des parterres en forme de coin entourés de haies bassess.
Le Schlosspark de Brühl (1728), conçu par Dominique Girard, élève de Le Nôtre à Versailles, est un autre jardin baroque remarquable d'Allemagne. Comme Versailles, il présente un axe central flanqué de parterres ornementaux et de bassins circulaires avec des fontaines, le tout encadré d'allées et de rangées d'arbres découpées géométriquement.
D'autres jardins baroques remarquables sont conçus en Allemagne : le Grand Jardin de Dresde, les jardins de Karlsberg près Cassel (Hesse), le jardin du château de Weikersheim (1707-1725) et les jardins du château de Nymphenburg (1715-1720), qui rivalisent avec le jardin de Versailles en taille. L'ère des jardins allemands baroques prend fin avec la construction du jardin du château de Schwetzingen, réalisé en 1753-1758 pour l'électeur palatin Charles-Théodore, par l'architecte Nicolas Lepage et le jardinier Johann Ludwig Petri. Ce jardin est rempli de ruines romaines artificielles, d'un pont chinois, d'une mosquée et d'autres monuments pittoresques ; il marque les débuts du jardin romantique à l'anglaise en Allemagnes.

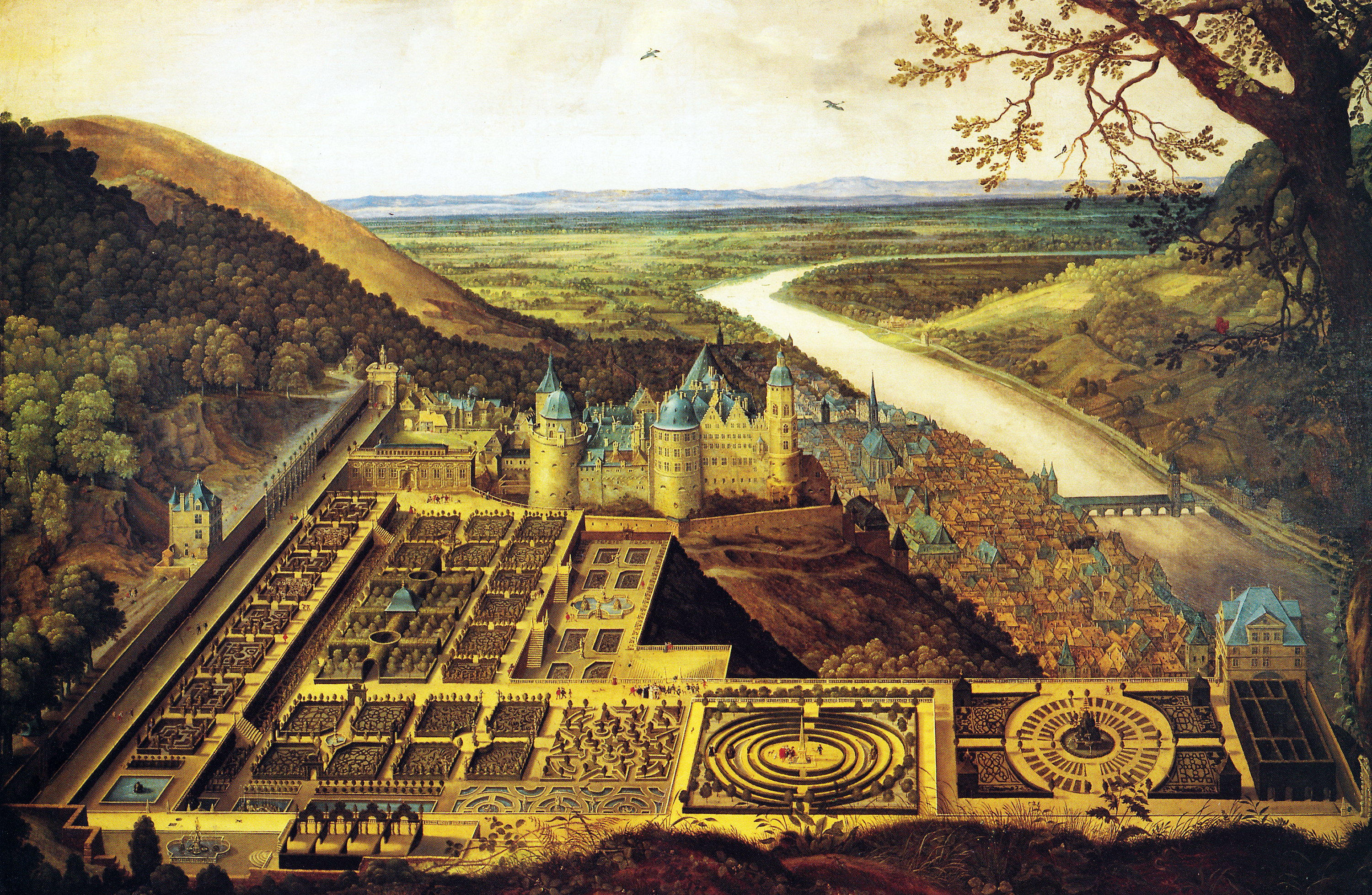
L'Hortus Palatinus d'Heidelberg, surplombant le Neckar et la vallée du Rhin (commencé en 1614)
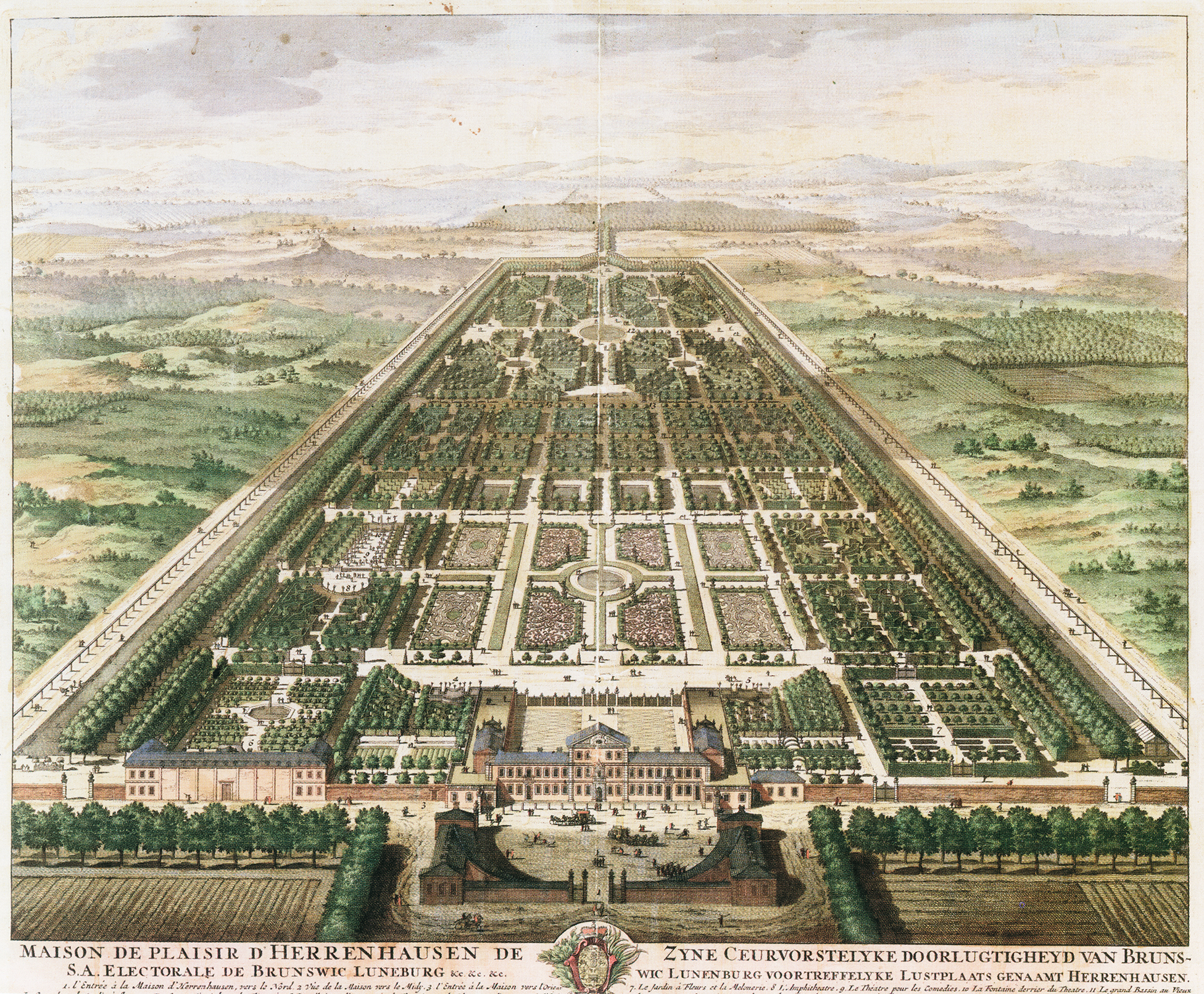
Palais de Herrenhausen à Hanovre(fin du XVIIe siècle)
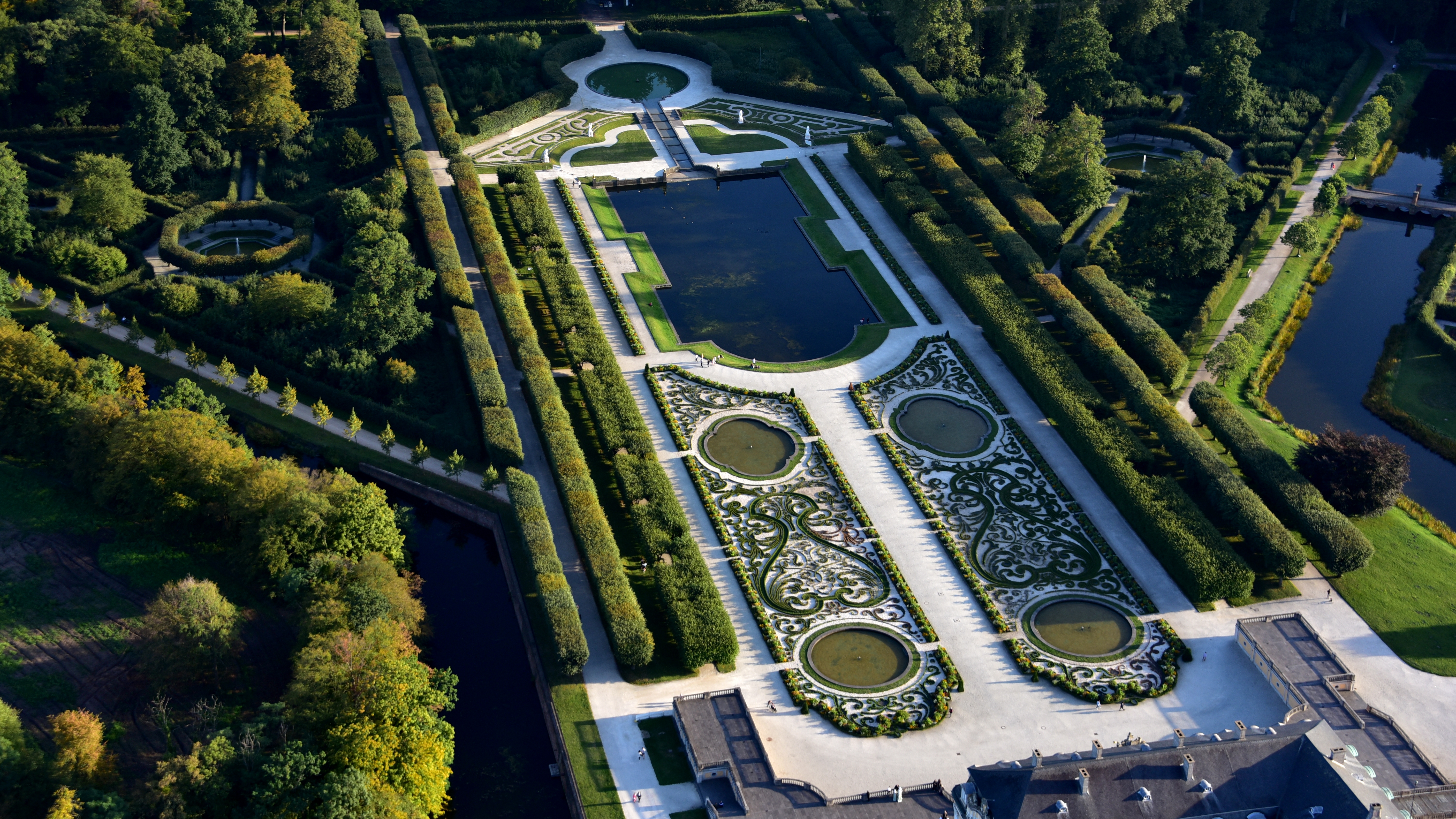
Parterres du parc du château de Brühl par Dominique Girard(1728)

## Autriche et Pays-Bas
Les élèves de Le Nôtre sont recherchés dans toute l'Europe, recréant les canaux et les parterres des jardins à la française pour d'autres monarques européens. Dominique Girard est l'un des paysagistes les plus prolifiques et ayant le plus de succès, qui conçoit les élégants motifs en boucle des parterres du palais du Belvédère (Vienne) pour le prince Eugène de Savoie-Carignan. Ce jardin est largement influencé par Le Nôtre, mais aussi par les idées plus modernes d'Antoine Joseph Dezallier d'Argenville, dont La Théorie et la pratique du jardinage, où l'on traite à fond des beaux jardins appelés communément les jardins de propreté (1709) devient le manuel d'aménagement paysager le plus influent du début du XVIIIe siècle.
Commencé en 1717, le jardin relie les deux châteaux du prince. Le palais supérieur et le jardin sont utilisés pour de grandes cérémonies, tandis que le jardin inférieur, près de sa résidence, est aménagé de bosquets d'arbres et sillonné de sentiers. Un grand bassin d'eau sur la terrasse supérieure est relié par des escaliers et des cascades, remplis de statues de nymphes et de déesses au jardin inférieur. Les parterres sont détruits et remplacés par de l'herbe au XVIIIe siècle, mais ont récemment retrouvé leur aspect d'origine.
Une partie des Pays-Bas, les Provinces-Unies, a gagné son indépendance des Pays-Bas espagnols ; en 1684-1686, son souverain, Guillaume III d'Orange-Nassau, futur roi d'Angleterre, construit le palais Het Loo avec un magnifique jardin baroque. Le jardin est conçu par Claude Desgots, qui est le neveu de Le Nôtre ; il a auparavant retravaillé la conception des jardins du palais du Luxembourg et conçu le jardin des Tuileries à Paris. Le jardin supérieur de Het Loo s'inspire principalement de Versailles, avec des allées partant d'une allée centrale, tandis que le jardin inférieur, devant le château, montre une influence hollandaise, divisé en sections indépendantes, chacune différente, par des allées bordées de haies et d'arbres caractéristiques de la campagne hollandaise.

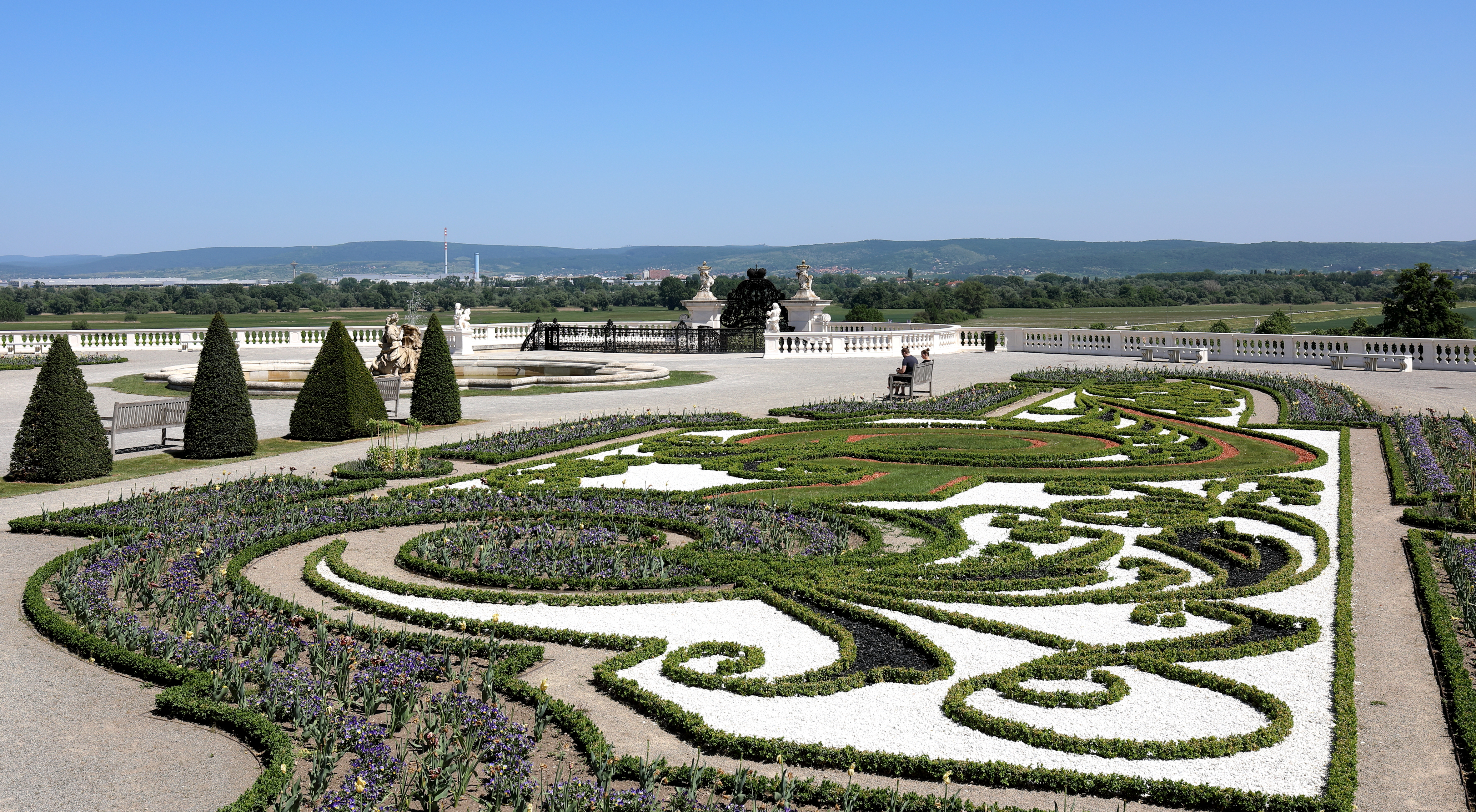
Jardin baroque du château de Hof
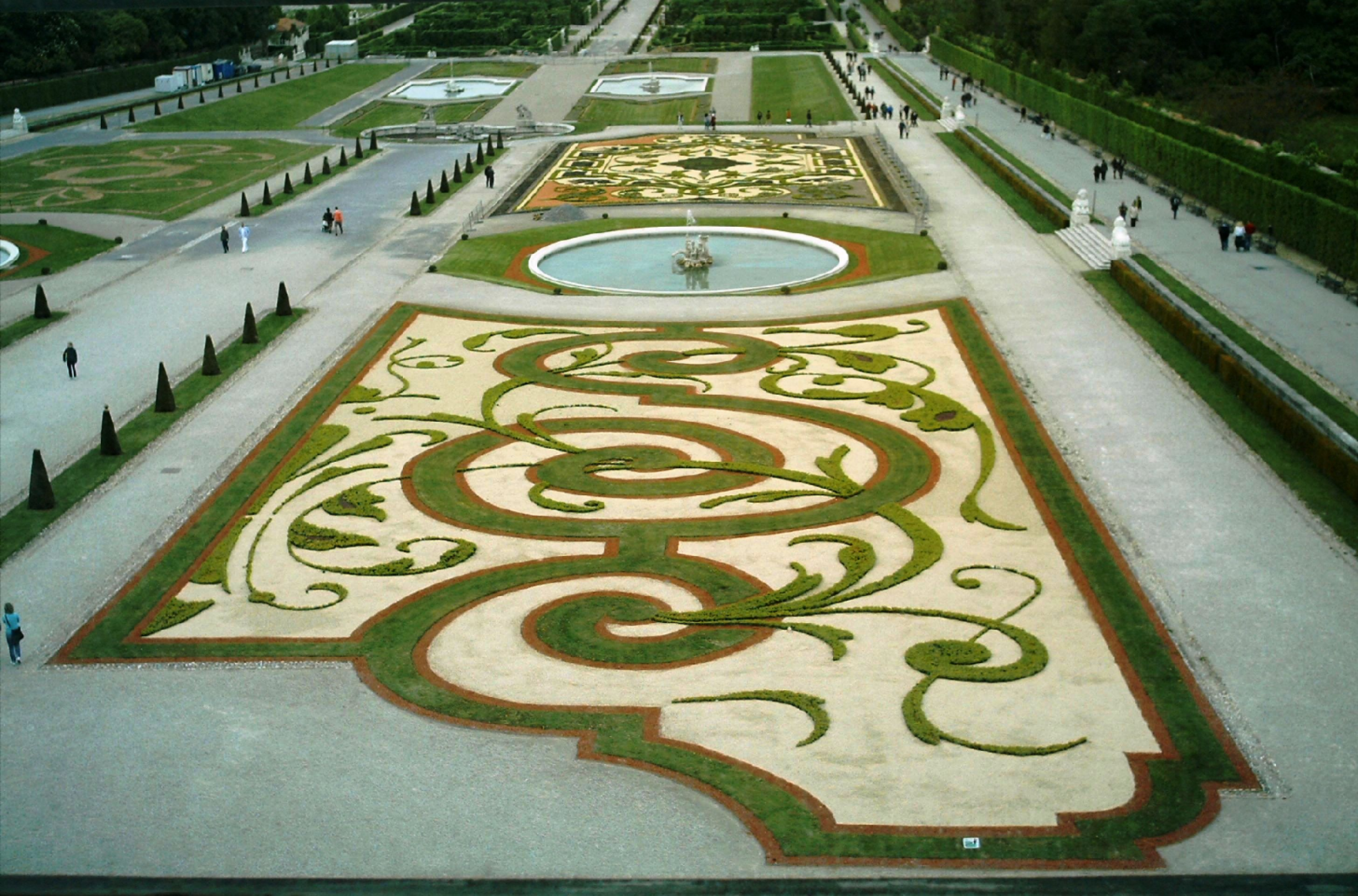
Parterres restaurés du palais du Belvédère
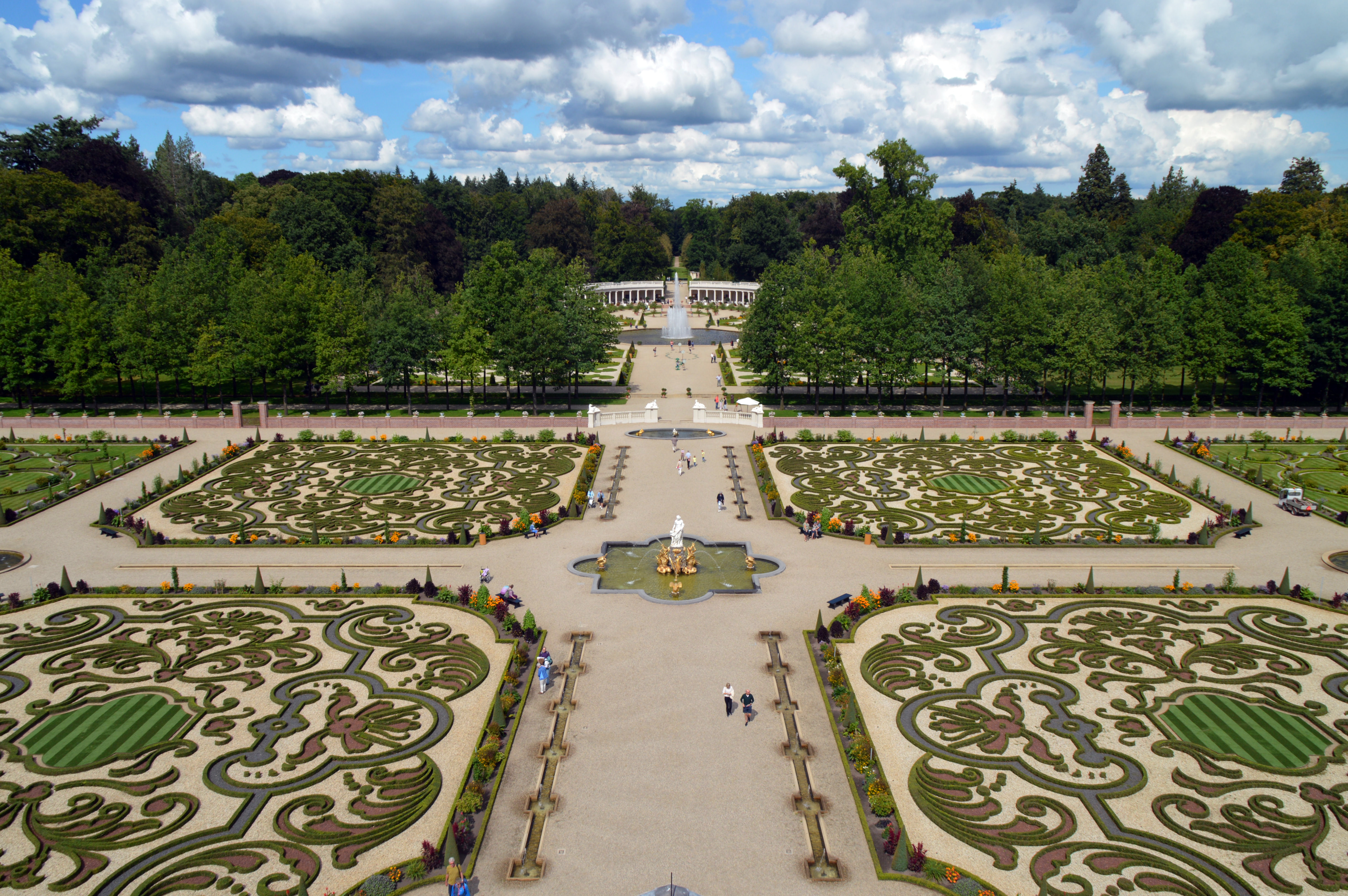
Palais Het Loo aux Pays-Bas
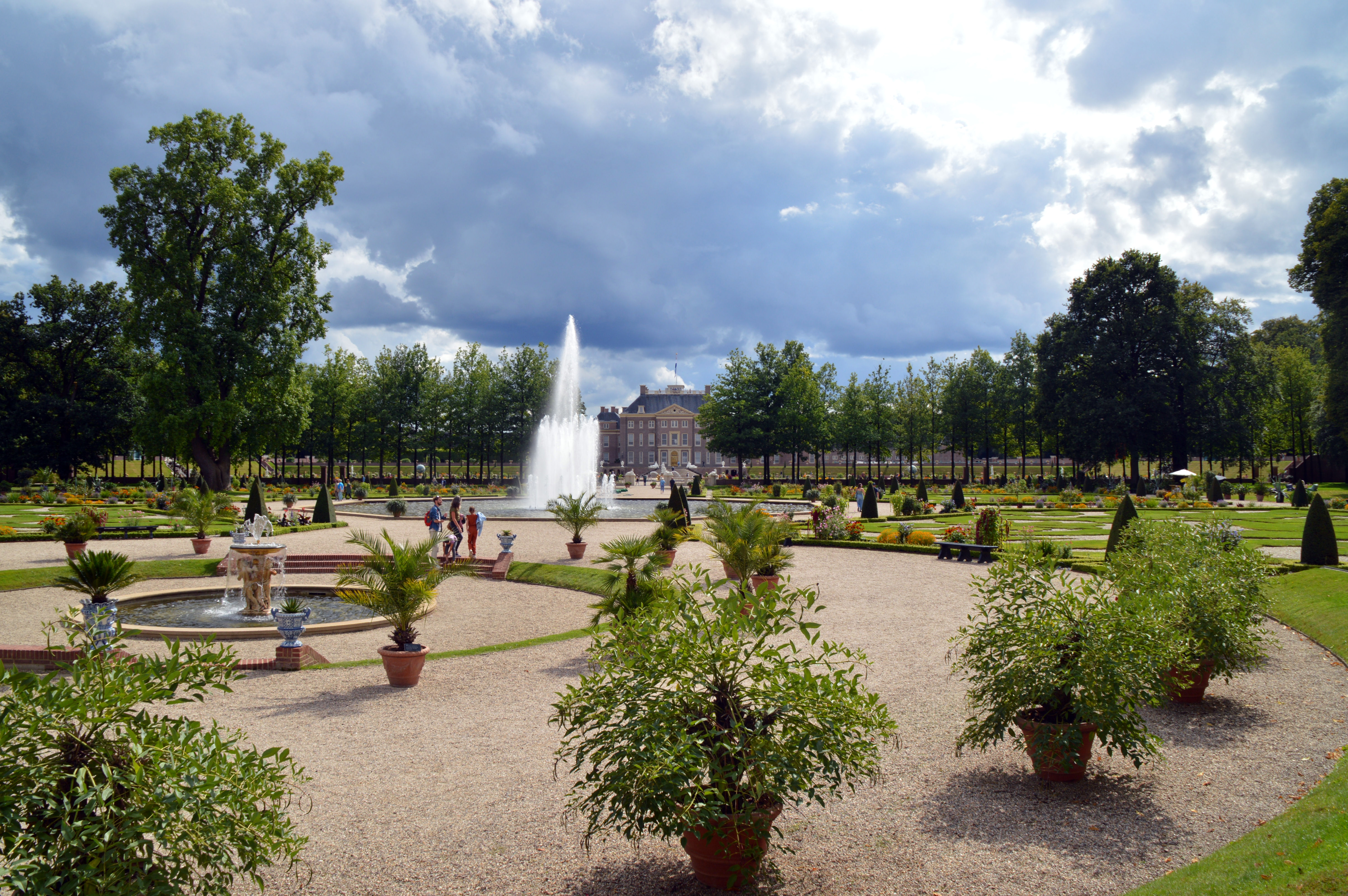
Palais Het Loo aux Pays-Bas

## Espagne et Naples
Philippe V, petit-fils de Louis XIV, qui a passé son enfance à Versailles, est chargé d'introduire le jardin baroque en Espagne. Au début du XVIIIe siècle, il crée un jardin sur le modèle de Versailles au palais royal de la Granja de San Ildefonso, non loin de Ségovie. Le paysage accidenté, à mille mètres d'altitude, rend difficile la création de parterres étendus, mais fournit une eau abondante. Le concepteur du jardin est René Carlier, qui a travaillé sous la direction de Robert de Cotte, l'un des principaux architectes royaux français. Il utilise la pente naturelle du site dans la conception du parc du palais, pour améliorer les perspectives visuelles axiales et pour fournir une hauteur d'eau suffisante pour que l'eau jaillisse des vingt-six fontaines sculpturales des jardins à la française et du jardin à l'anglaise ultérieur.
Le successeur de Philippe, Charles III, crée également un remarquable jardin baroque dans le royaume de Naples qu'il dirige, situé au palais de Caserte, non loin de Naples. Comme à Granja, le jardin est entouré de collines, tandis que le palais est entouré de canaux, de fontaines et de parterres géométriques ornés de haies basses aux motifs baroques.

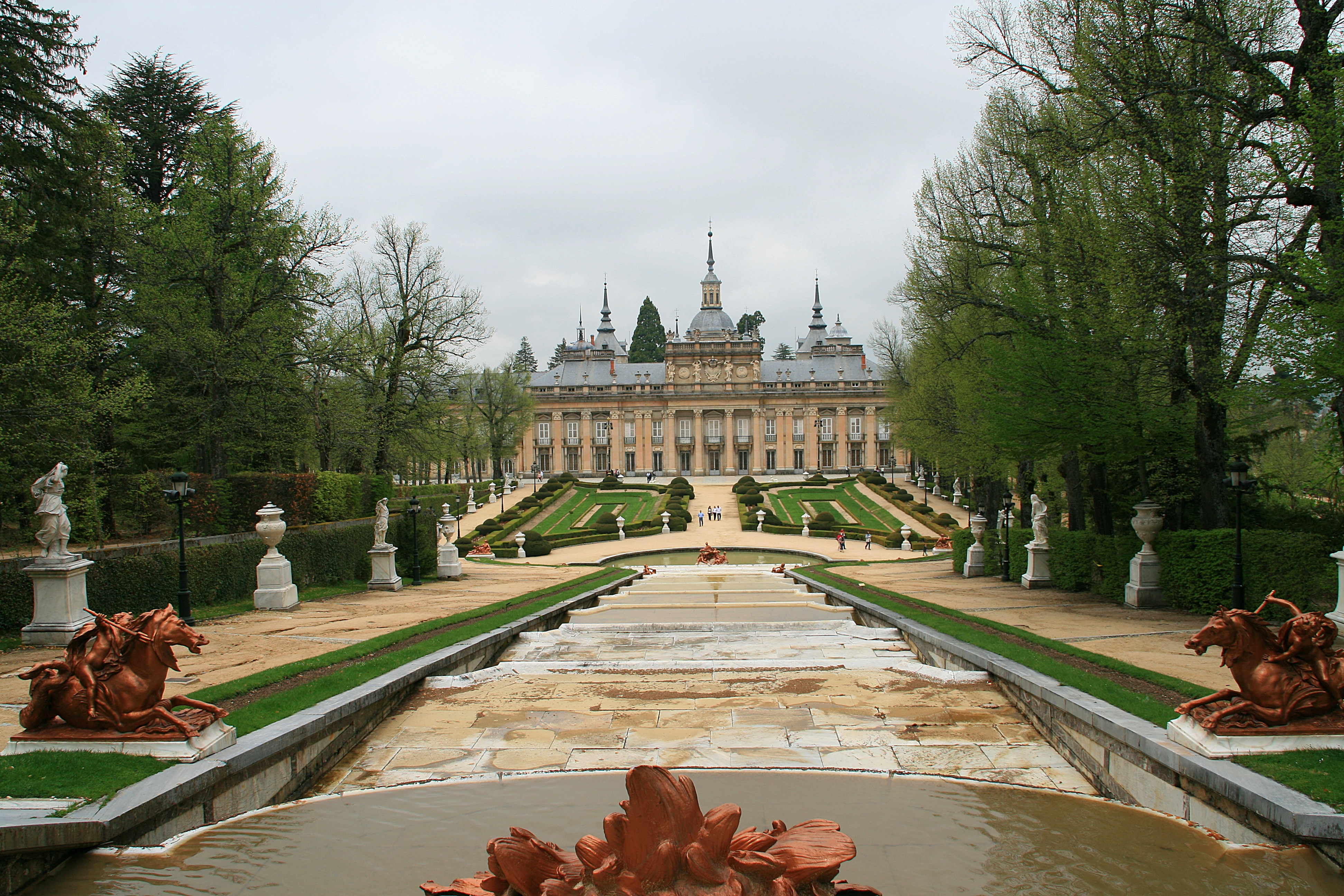
Cascade et allées du palais Royal de La Granja de San Ildefonso
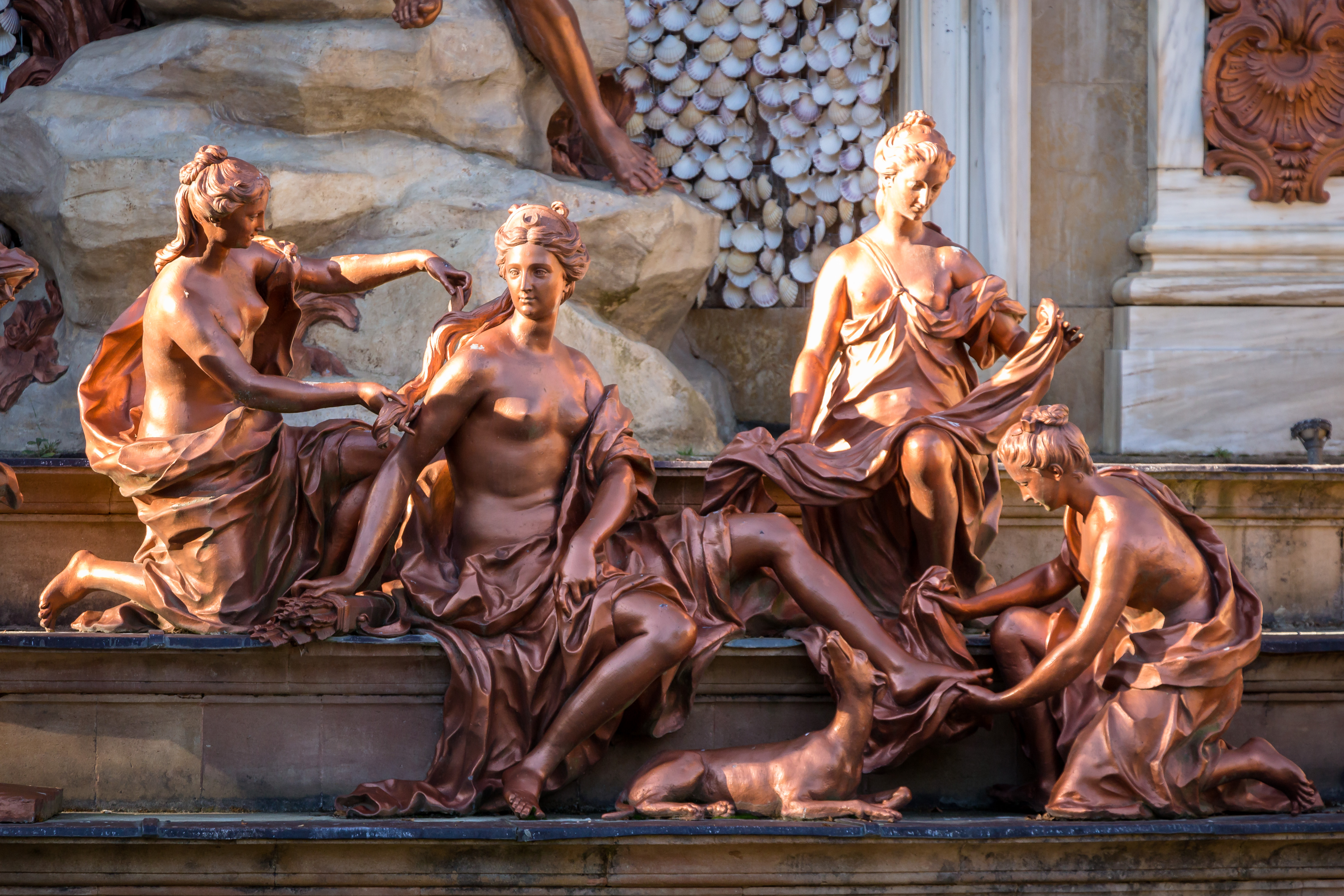
Sculpture-fontaine dans les jardins du palais Royal de La Granja de San Ildefonso
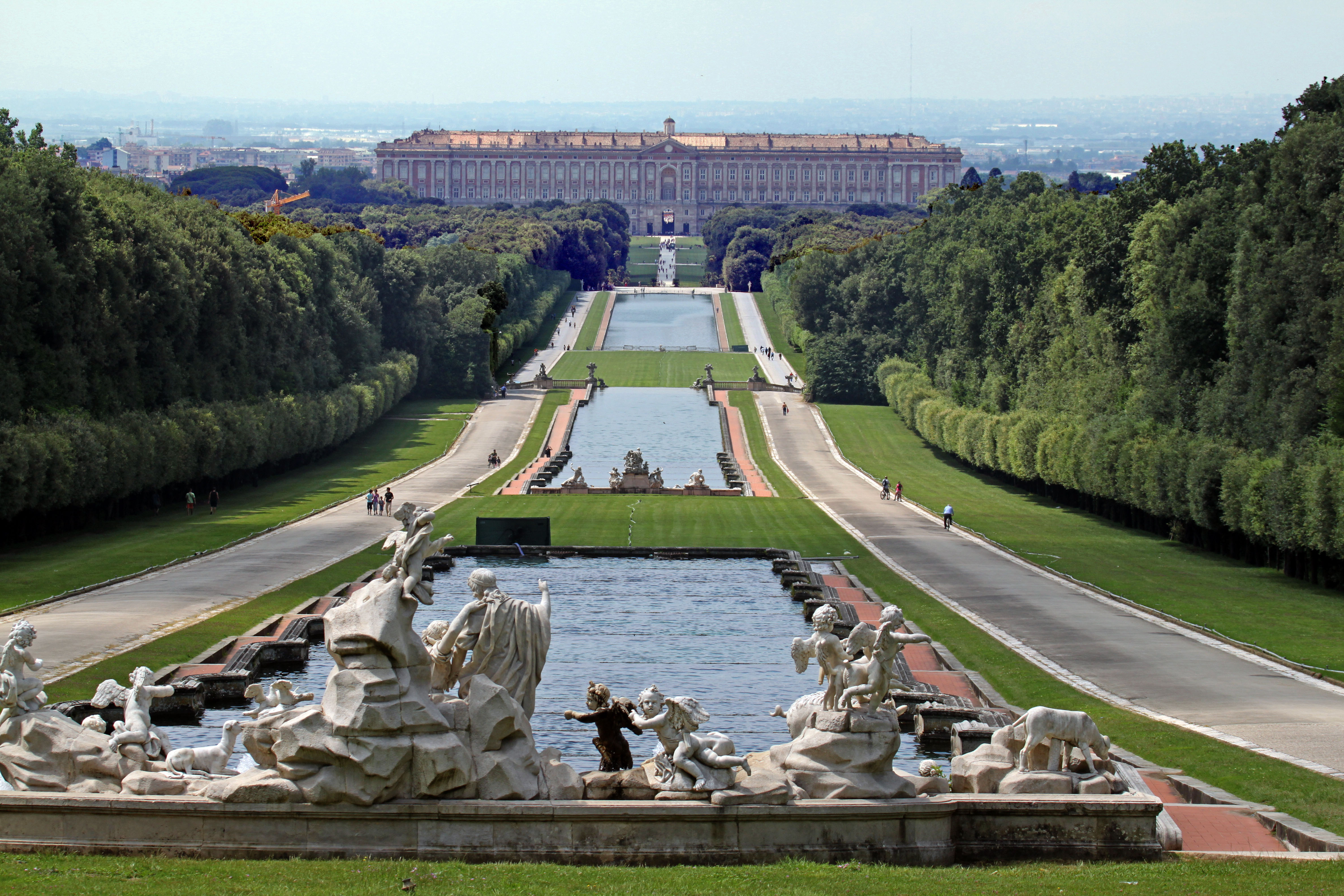
Cascades dans le parc royal du palais de Caserte

## Suède
Le jardinier français André Mollet arrive en Suède à la fin des années 1640 ; son séjour dure cinq ans, au cours desquels il introduit en Suède les parterres français à motifs rappelant les textiles baroques. Il modernise les jardins existants du palais royal de Stockholm et aménage un nouveau jardin dans la banlieue de Stockholm sur le site d'une ancienne houblonnière, le Humlegården. L'introduction du jardin baroque en Suède date de cette décennie, avec l'encouragement d'architectes francophiles progressistes comme Nicodème Tessin l'Ancien et Jean de la Vallée, avec qui Mollet a travaillé en Hollande, et grâce aux commandes enthousiastes de nobles suédois. Les résultats sont documentés dans l'ouvrage topographique Suecia antiqua et hodierna d'Erik Dahlbergh. Bien que Mollet quitte la Suède en 1653, son fils Jean Mollet y demeure pour le reste de sa vie. Médard Gue, l'un des premiers assistants français d'André Mollet, joue un rôle indépendant dans le jardinage suédois. Nicodème Tessin l'Ancien aménage les jardins du château d'Ekolsund dans le nouveau style baroque dans les années 1660, principalement sur la base des travaux d'André Le Nôtre à Vaux le Vicomte.
Le fils de Nicodème Tessin l'Ancien, Nicodème Tessin le Jeune, devient également architecte et, au cours des années 1670, passe du temps en Italie, en France et en Angleterre. Lors de son séjour en France en 1677-1678, il passe beaucoup de temps avec Le Nôtre, qui a une influence durable sur la conception des jardins de Tessin. Il visite de nouveau la France dans les années 1680. Les jardins du château de Drottningholm sont aménagés par lui dans le style baroque.

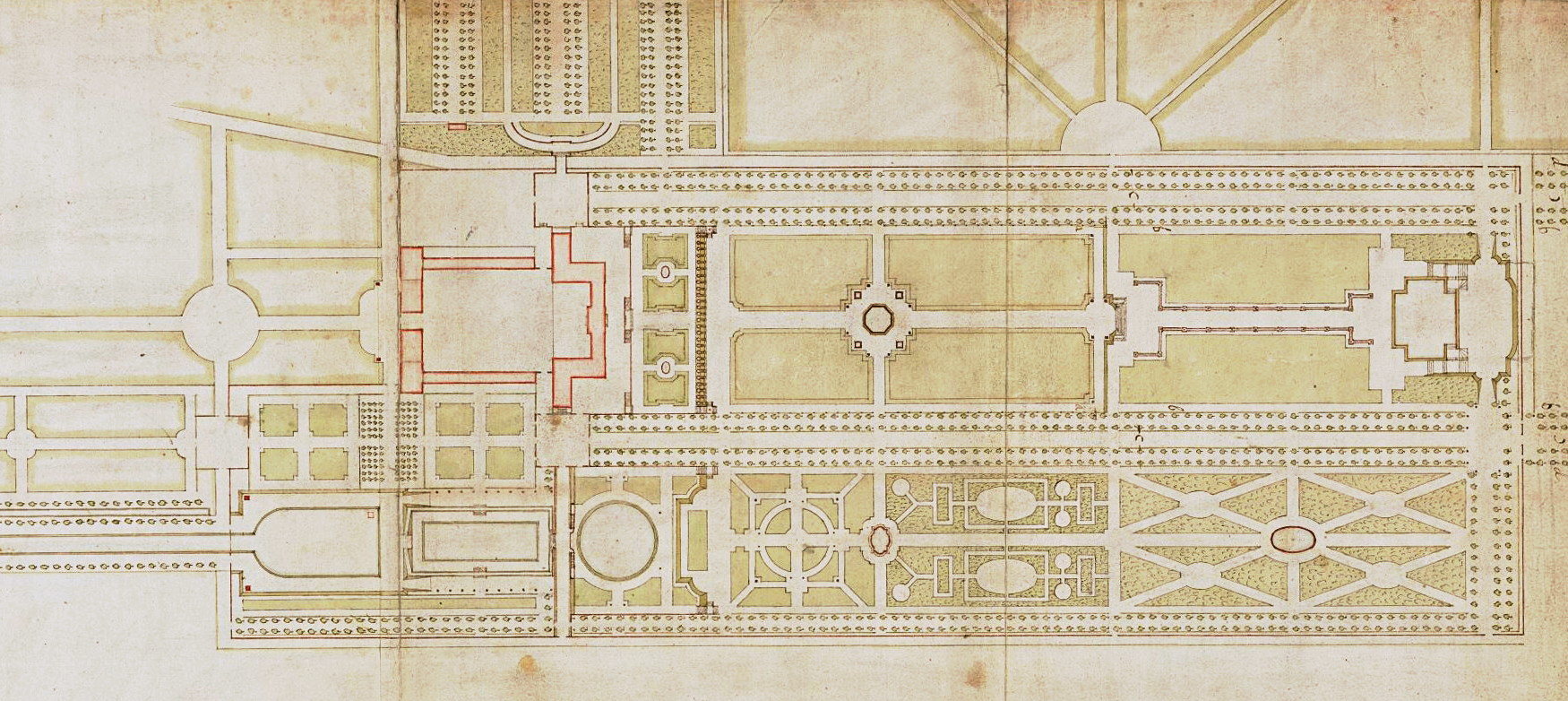
Plan des jardins d'Ekolsund par Tessin l'Ancien (années 1660)
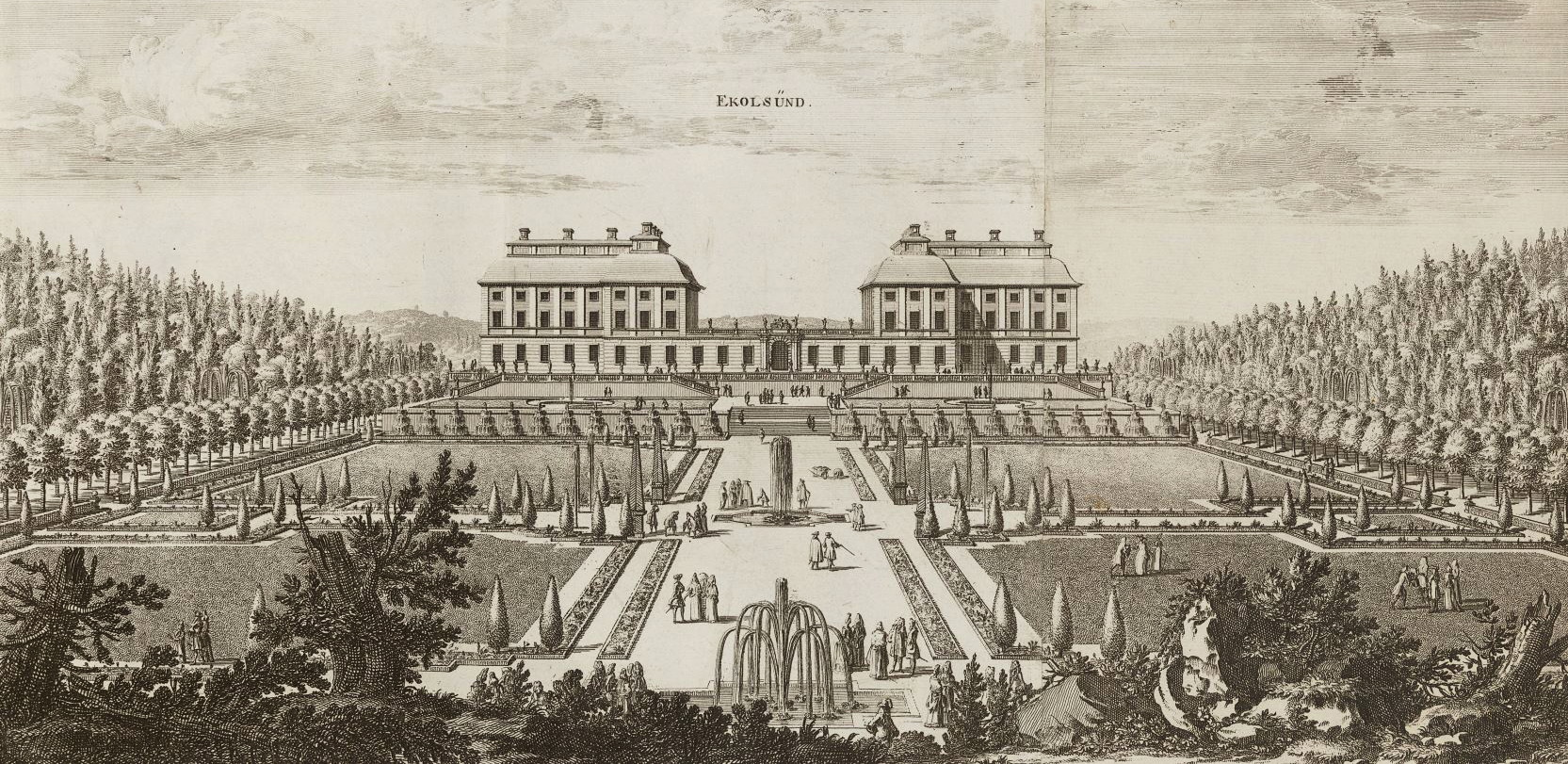
Jardins d'Ekolsund dans les années 1690
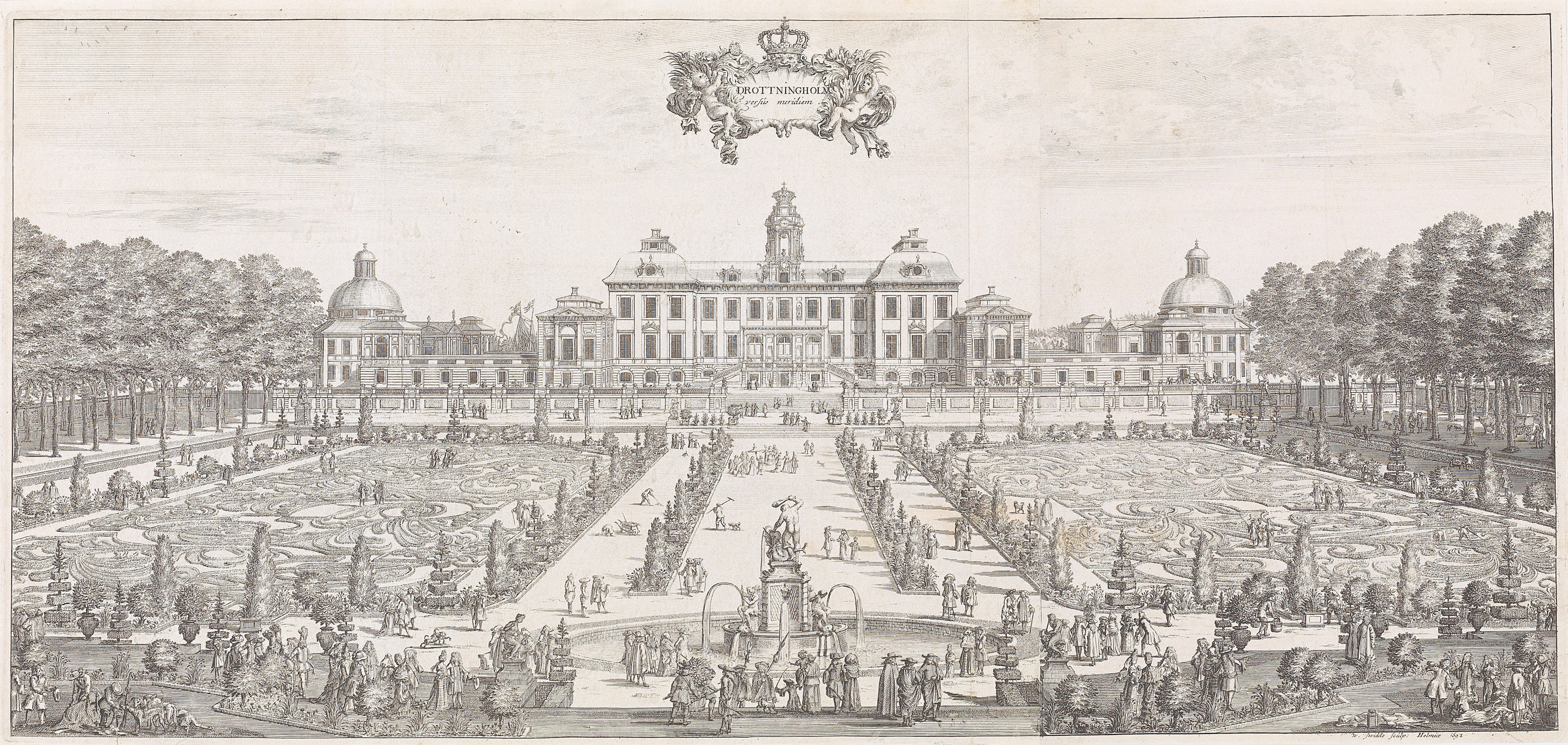
Jardins du château de Drottningholm en 1692
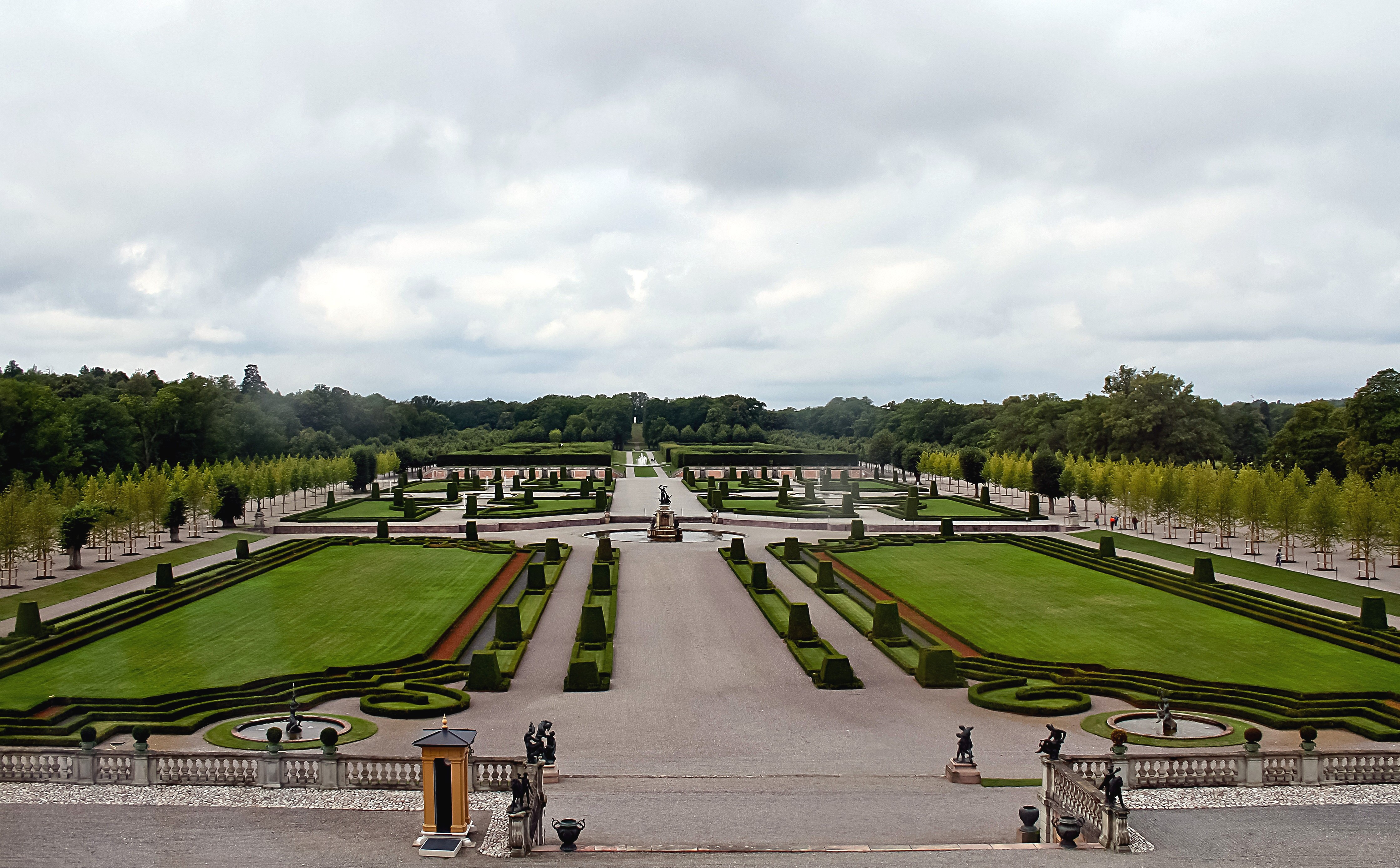
Jardin baroque du château de Drottningholm en 2011
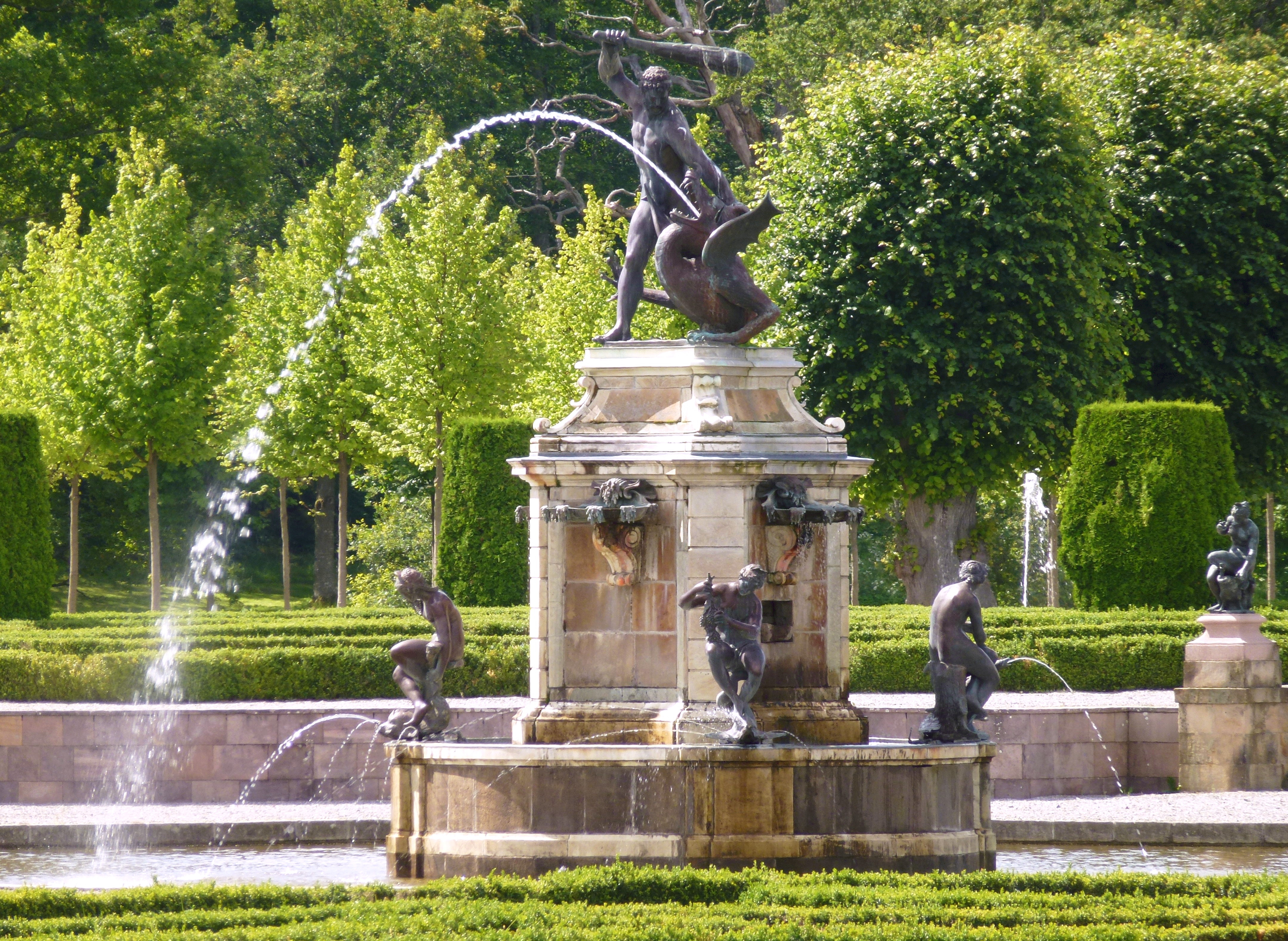
Fontaine d'Hercule du château de Drottningholm

## Russie
Pierre Ier visite le château de Versailles et le château de Fontainebleau en 1717 lors de sa tournée européenne et, à son retour en Russie, commence la construction du jardin du palais de Peterhof en 1714, dans le style de Versailles. Il fait venir l'architecte français Jean-Baptiste Alexandre Le Blond à Saint-Pétersbourg pour concevoir de nouveaux jardins pour sa nouvelle capitale et pour son nouveau palais, qui sont achevés en 1728.
Peterhof est situé sur le flanc d'une pente abrupte surplombant le golfe de Finlande. Les nouveaux plans prévoient un jardin à la française sur la terrasse supérieure et une grande cascade dévalant le flanc de la colline depuis le palais jusqu'à un canal, avec des fontaines, menant au golfe. La grande cascade est calquée sur celle du château de Marly, le plus petit palais et la retraite de Louis XIV près de Versailles. Les jardins sont disposés en parquets et allées d'arbres selon des motifs symétriques, semblables à ceux de Versailles.
Le palais d'Oranienbaum (1710-1727) (à ne pas confondre avec le palais Menchikov à Saint-Pétersbourg), moins connu, a un jardin baroque offert par Pierre à l'un de ses nobles les plus éminents, Alexandre Danilovitch Menchikov.
Les jardins baroques russes sont considérablement modifiés à la fin du XVIIIe siècle pour adopter le style du jardin à l'anglaise plus naturel ; les arbres et les parterres de fleurs ne sont pas taillés, et des parterres de fleurs plus naturels et des sentiers sinueux remplacent les parterres d'origine. Ces dernières années, certains parterres ont retrouvé leur aspect baroque d'origine.

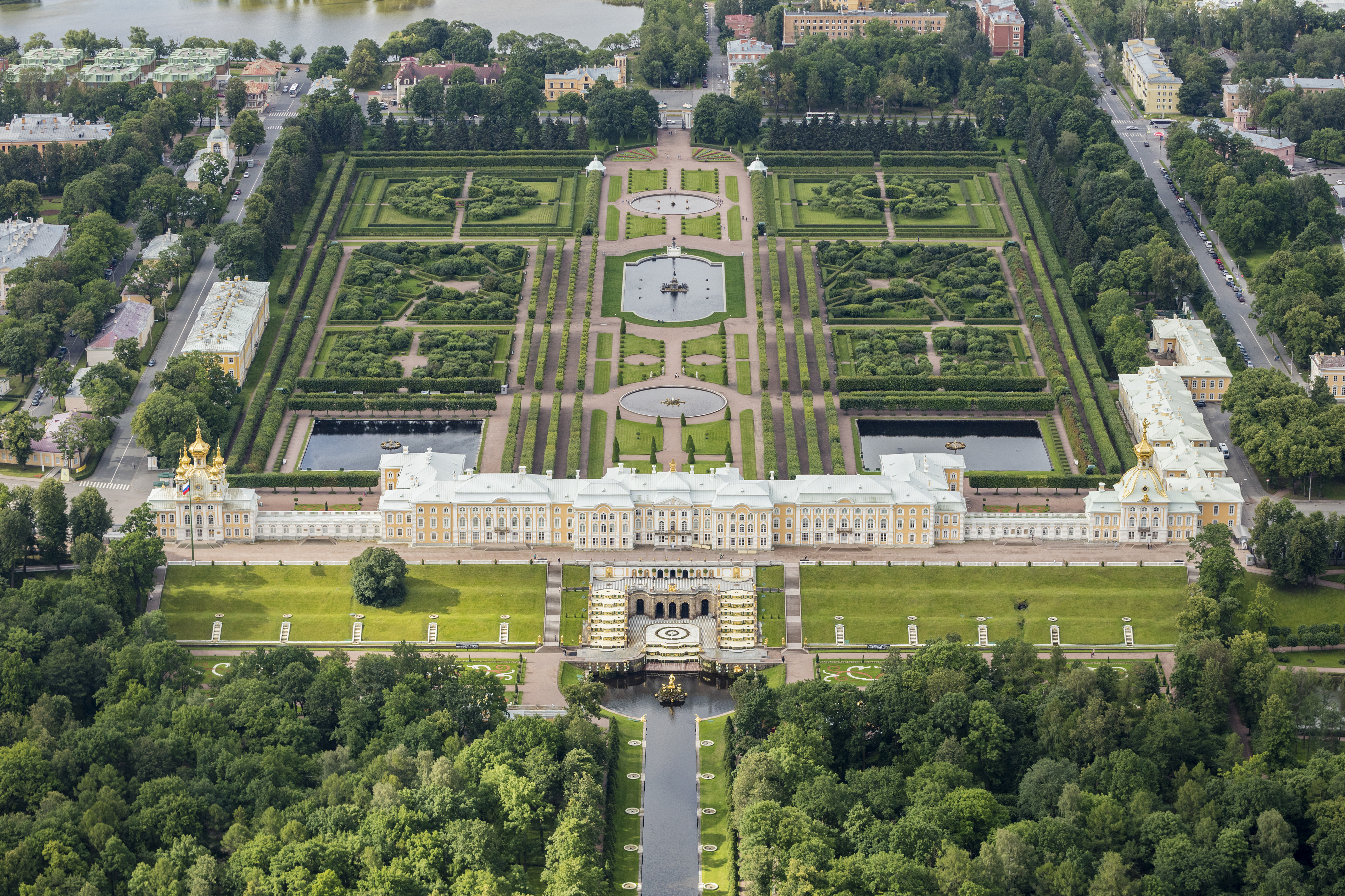
Jardins supérieurs et parterres de Peterhof, désormais agrandis et plus naturels que leur aspect baroque d'origine
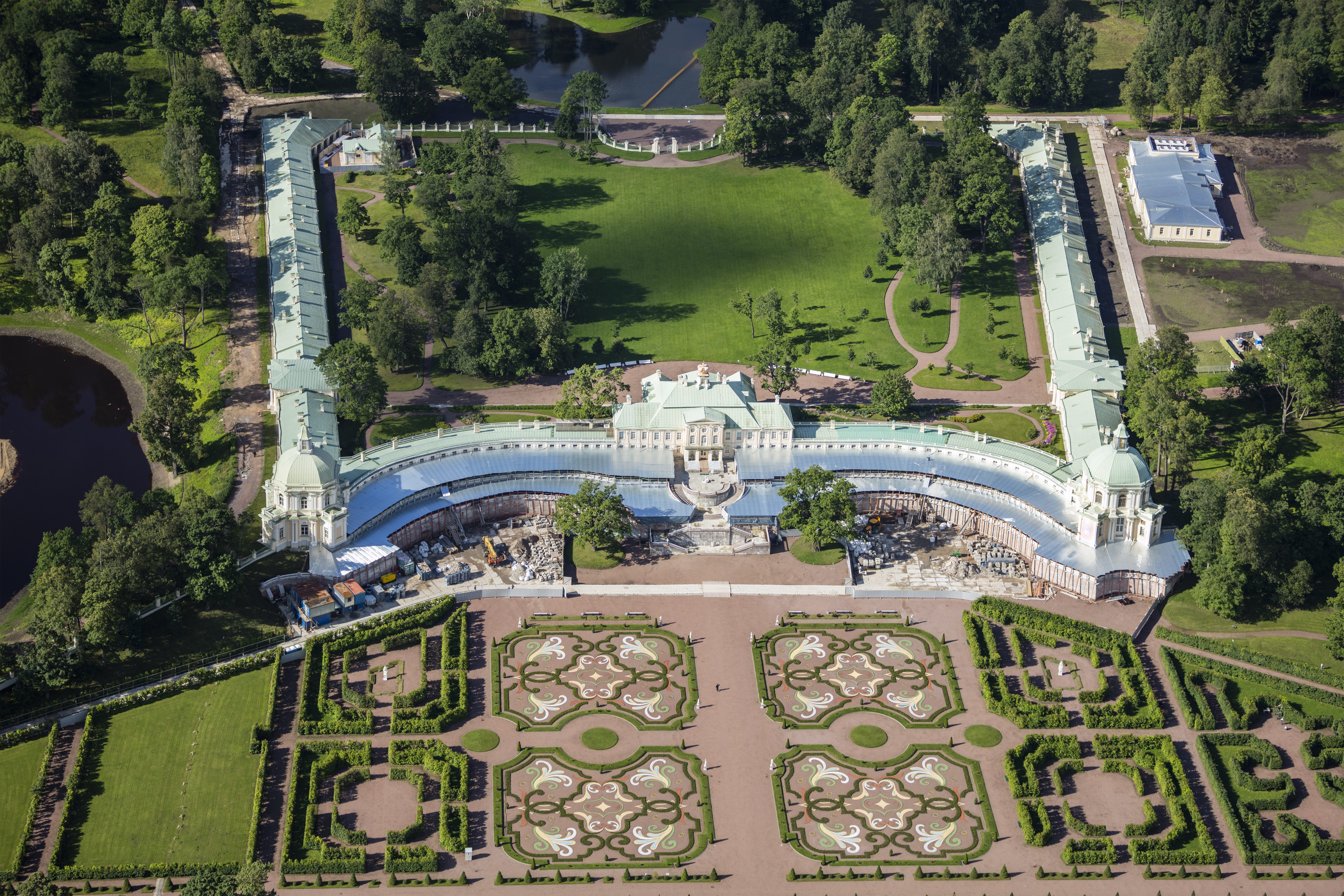
Jardins du palais d'Oranienbaum(1710-1727)
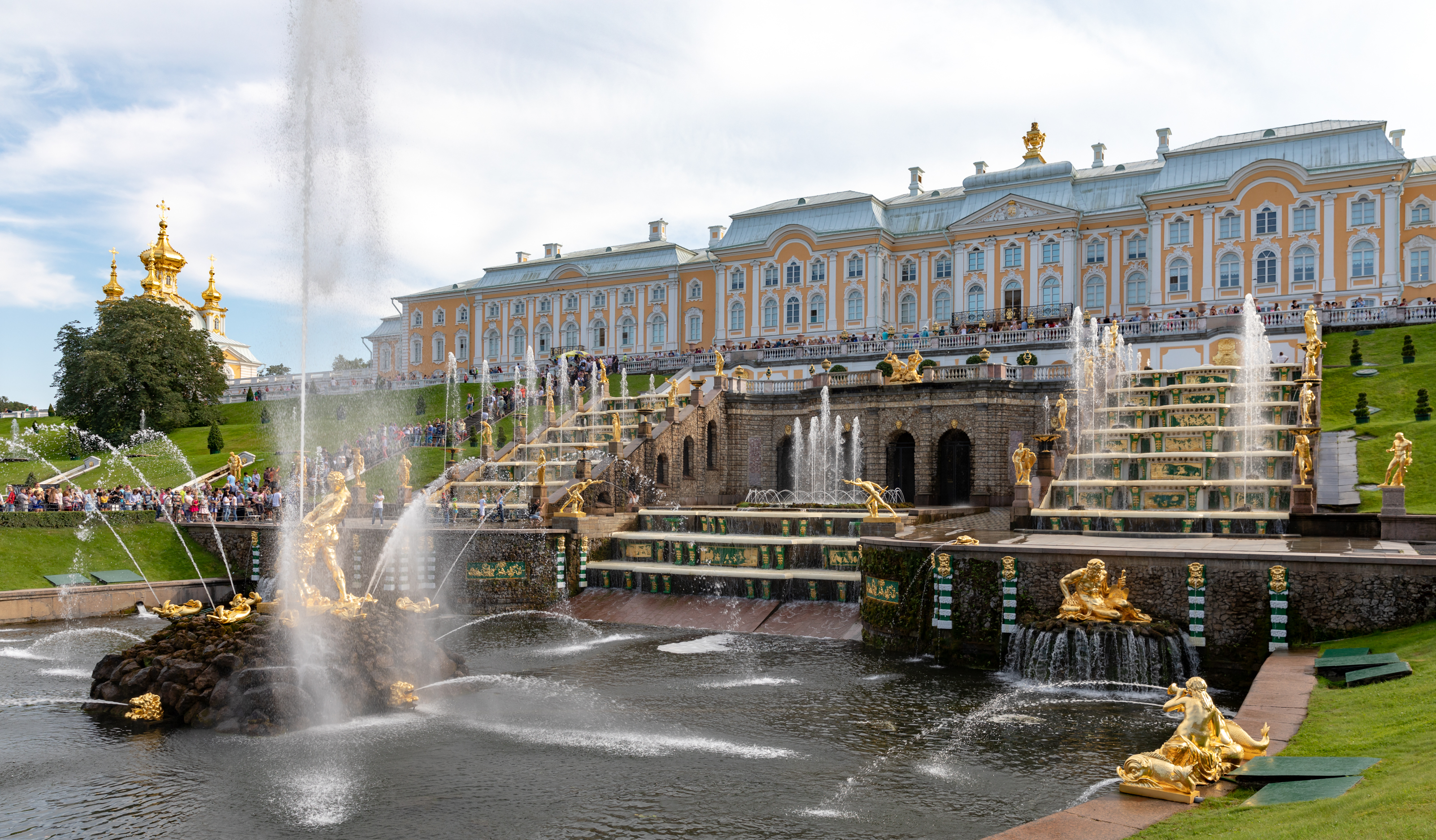
Grande Cascade et fontaines du palais de Peterhof, face au golfe de Finlande (1714-1728)

## Déclin du jardin baroque
Les jardins baroques sont extrêmement coûteux à construire et à entretenir ; ils nécessitent un grand nombre de jardiniers, une taille et un entretien continus, ainsi que des systèmes d'irrigation complexes pour fournir de l'eau. Ainsi, une grande partie de l'armée française se consacre au creusement de canaux et à la construction de systèmes pour amener l'eau aux jardins de Versailles.
Les descriptions des jardins anglais sont introduites pour la première fois en France par l'abbé Le Blanc, qui publie les récits de son voyage en 1745 et 1751. Un traité sur le jardin anglais, Observations on Modern Gardening, écrit par Thomas Whately et publié à Londres en 1770, est traduit en français en 1771. Après la fin de la guerre de Sept Ans en 1763, les nobles français peuvent voyager en Angleterre et découvrent les jardins par eux-mêmes ; le style commence à être adapté dans les jardins français. Le nouveau style a également l'avantage de nécessiter moins de jardiniers et d'être plus facile à entretenir que le jardin à la française.
L'un des premiers jardins anglais du continent, le parc Jean-Jacques-Rousseau, se trouve à Ermenonville, en France, construit par le marquis René-Louis de Girardin de 1763 à 1776 ; il est basé sur les idéaux de Jean-Jacques Rousseau, enterré dans le parc. Rousseau et le fondateur du jardin se sont rendus à Stowe House quelques années plus tôt. D'autres premiers exemples sont : le Désert de Retz dans les Yvelines (1774-1782) ; les jardins du château de Bagatelle, dans le bois de Boulogne, à l'ouest de Paris (1777-1784) ; la Folie Saint-James à Neuilly-sur-Seine (1777-1780) et le château de Méréville dans le département de l'Essonne (1784-1786). Même à Versailles, qui abrite le plus classique de tous les jardins à la française, un petit parc paysager anglais avec un temple romain est construit dans le Petit Trianon et un faux village, le Hameau de la Reine est créé pour Marie-Antoinette.
Le nouveau style se répand également en Allemagne. Le parc central anglais de Wörlitz, dans la Saxe-Anhalt, un des jardins de Dessau-Wörlit, est aménagé entre 1769 et 1773 par le prince Léopold III d'Anhalt-Dessau, sur la base des modèles des jardins paysagers de Claremont House, Stourhead et Stowe. Un autre exemple notable est l'Englischer Garten à Munich, en Allemagne, créé en 1789 par Sir Benjamin Thompson (1753-1814). Ils marquent la transition et bientôt la fin du jardin baroque en Europe.